# Nicolae Puiu
Nicolae Puiu (n. 4 decembrie 1935, Reșița, România – d. 4 februarie 1970, București, România) a fost un boxer român la categoria muscă și cocoș. A participat la Jocurile Olimpice de vară din 1960 și la Jocurile Olimpice de vară din 1964. A obținut medalia de bronz la Campionatele Europene de Box din 1961 și din 1963. De asemenea, a cucerit titlul de campion balcanic în 1960 și 1962.
A activat la CS Dinamo și la CS Progresul București.

## Biografie
A început boxul în 1948 la vârsta de 13 ani. A fost descoperit la Reșița de antrenorul Gheza Toth după ce acesta l-a văzut într-o confruntare între copii. Acesta i-a spus că este foarte curajos și asta contează cel mai mult.
Primul club la care a boxat a fost CSM Reșița, apoi Dinamo și CS Progresul București.
I-a avut antrenori pe Gheza Toth, Aurel Weintraub (sub îndrumarea căruia a câștigat primul titlu de campion național), Marcu Spacov, Ion Popa, Ion Chiriac, Lucian Popescu și Constantin Nour.
A susținut peste 300 de meciuri în cariera sa și a obținut peste 263 de victorii, dintre care 202 înainte de limită. 
A câștigat de patru ori titlul de campion al României la box, în anii 1958, 1960, 1963 și 1964. A fost vicecampion de cinci ori: în 1957, 1959, 1961, 1962 și 1966. 
Nicolae Puiu a fost component al echipei naționale de box a României, alături de care a participat la numeroase turnee și reuniuni de anvergură care au avut loc atât în țară cât și peste hotare.  
I-a fost acordată distincția de Maestru al sportului, în 1962. Era caracterizat ca fiind un „boxer curajos, având dexteritatea de a boxa și de a schimba garda pe dreapta și pe stânga, în funcție de adversar și de situația în ring”.
A decedat în 1970. A fost înmormântat la Cimitirul Colentina (Reînvierea) din București.

## Cariera sportivă
Debut națională
A debutat la echipa națională în noiembrie 1955 cu prilejul întâlnirii dintre Dinamo și Gwardia Varșovia unde l-a întâlnit pe Zbigniew Justka. Acesta nu a rezistat decât o singură repriză deoarece arbitrul a fost obligat să oprească întâlnirea în cea de-a doua.

## Campion al României
1958 - București  
| 10-05-1958 | 51 kg | Nicolae Puiu | Vasile Vintilă | PTS |

1960 - București  
| 21-05-1960 | 54 kg | Nicolae Puiu | Nicolae Mândreanu | PTS |

1963 - București  
| 27-10-1963 | 54 kg | Nicolae Puiu | Constantin Crudu | PTS |

1964 - București  
| 30-05-1964 | 54 kg | Nicolae Puiu | Petre Covaliov | KO 1 |

## Vicecampion republican
1957 - București
| 21-09-1957 | 51 kg | Mircea Dobrescu | Nicolae Puiu | PTS |

1959 - București
| 18-07-1959 | 51 kg | Mircea Dobrescu | Nicolae Puiu | PTS |

1961 - București
| 30-04-1961 | 54 kg | Andrei Olteanu | Nicolae Puiu | PTS |

1962 - București
| 30-06-1962 | 54 kg | Nicolae Mândreanu | Nicolae Puiu | DQ 2 |

1966 - București
| 22-05-1966 | 54 kg | Nicolae Gîju | Nicolae Puiu | 5:0 |

## Campion Balcanic 1960 - Turcia / Istanbul
Finala  
| 17-04-1960 | 54 kg | Nicolae Puiu | ROM | Panagiotis Kostarellos | GRE | PTS |

## Campion Balcanic 1962 - Bulgaria / Sofia
Finala  
| 25-05-1962 | 54 kg | Nicolae Puiu | ROM | Mikhailo Mitsev | BUL | KO 2 |

## Campionatul European 1961 - Iugoslavia / Belgrad
Finala  
|                   | argint               | bronz                                       |
| Sergei Sivko URSS | Piotr Gutman Polonia | Nicolae Puiu - ROM Primo Zamparini - Italia |

## Campionatul European 1963 - URSS / Moscova
Finala  
| aur                 | argint                      | bronz                                 |
| Oleg Grigoryev URSS | Branislav Petrić Yugoslavia | Rainer Poser - RDG Nicolae Puiu - ROM |

## Jocurile Olimpice de vară 1960 - Italia / Roma
Tur 1 
| 27-08-1960 | Nicolae Puiu     | ROM | 4 |
|            | Tahar Ben Hassen | TUN | 1 |

Tur 2
| 31-08-1960 | Oliver Taylor | AUS | 3 |
|            | Nicolae Puiu  | ROM | 2 |

## Jocurile Olimpice de vară 1964 - Japonia / Tokyo
Tur 1 
| 12-10-1960 | Nicolae Puiu          | ROM | KO3 |
|            | Cornelis van der Walt | RHS |     |

Tur 2
| 16-10-1964 | Nicolae Puiu  | ROM | 5 |
|            | Louis Johnson | SUA | 0 |

Sferturi
| 19-10-1964 | Takao Sakurai | Takao Sakurai | Takao Sakurai | JPN | 5 |
|            | Nicolae Puiu  | Nicolae Puiu  | Nicolae Puiu  | ROM | 0 |

## Printre învinși
Printre boxerii învinși de Nicolae Puiu se numără:
- Gyula Török⁠(d)[5] - Ungaria (medaliat cu aur la Jocurile Olimpice de vară din 1960), meci disputat la Budapesta în 1959
- Tahar Ben Hassen - Tunisia, meci disputat la Jocurile Olimpice de vară din 1960
- Brunon Bendig⁠(d) - Polonia, medaliat cu bronz la Jocurile Olimpice de vară din 1960[6]
- Horst Rascher⁠(d)[7] - RFG (medaliat cu aur la Campionatul European 1959), meci disputat la Moscova 1963
- Cornelis van der Walt - Rhodesia de Nord, meci disputat la Jocurile Olimpice de vară din 1964
- Louis Johnson - SUA, meci disputat la Jocurile Olimpice de vară din 1964, un foarte bun stilist
- René Libeer⁠(d)[8] - Franța, devenit campion profesionist al Europei în 1965
- Mircea Dobrescu
- Constantin Toma
- Nicolae Mîndreanu
- Andrei Olteanu
- Constantin Crudu
- Dumitru Răgălie
- Nicolae Gîju⁠(d)

## Articole din presă - 1958
- campion categoria muscă - 
|  |
|  |
|  |
|  |
|  |
|  |
|  |
|  |
|  |
|  |
|  |

## Articole din presă - 1960
- campion balcanic Istanbul - 
|  |
|  |
|  |
|  |

- campion categoria cocoș - 
|  |
|  |
|  |
|  |
|  |
|  |

- Jocurile Olimpice de vară Roma - 
|  |

## Articole din presă - 1961
- campion european Belgrad - 
|  |
|  |

## Articole din presă - 1962
- campion balcanic Sofia - 
|  |
|  |
|  |
|  |
|  |
|  |
|  |
|  |
|  |
|  |
|  |

## Articole din presă - 1963
- campion categoria cocoș - 
|  |
|  |
|  |

- campion european Moscova - 
|  |
|  |
|  |
|  |

## Articole din presă - 1964
- campion categoria cocoș - 
|  |
|  |
|  |
|  |

## Articole din presa 1964
- Jocurile Olimpice de vară Tokyo - 
|  |
|  |
|  |
|  |

## Medalii

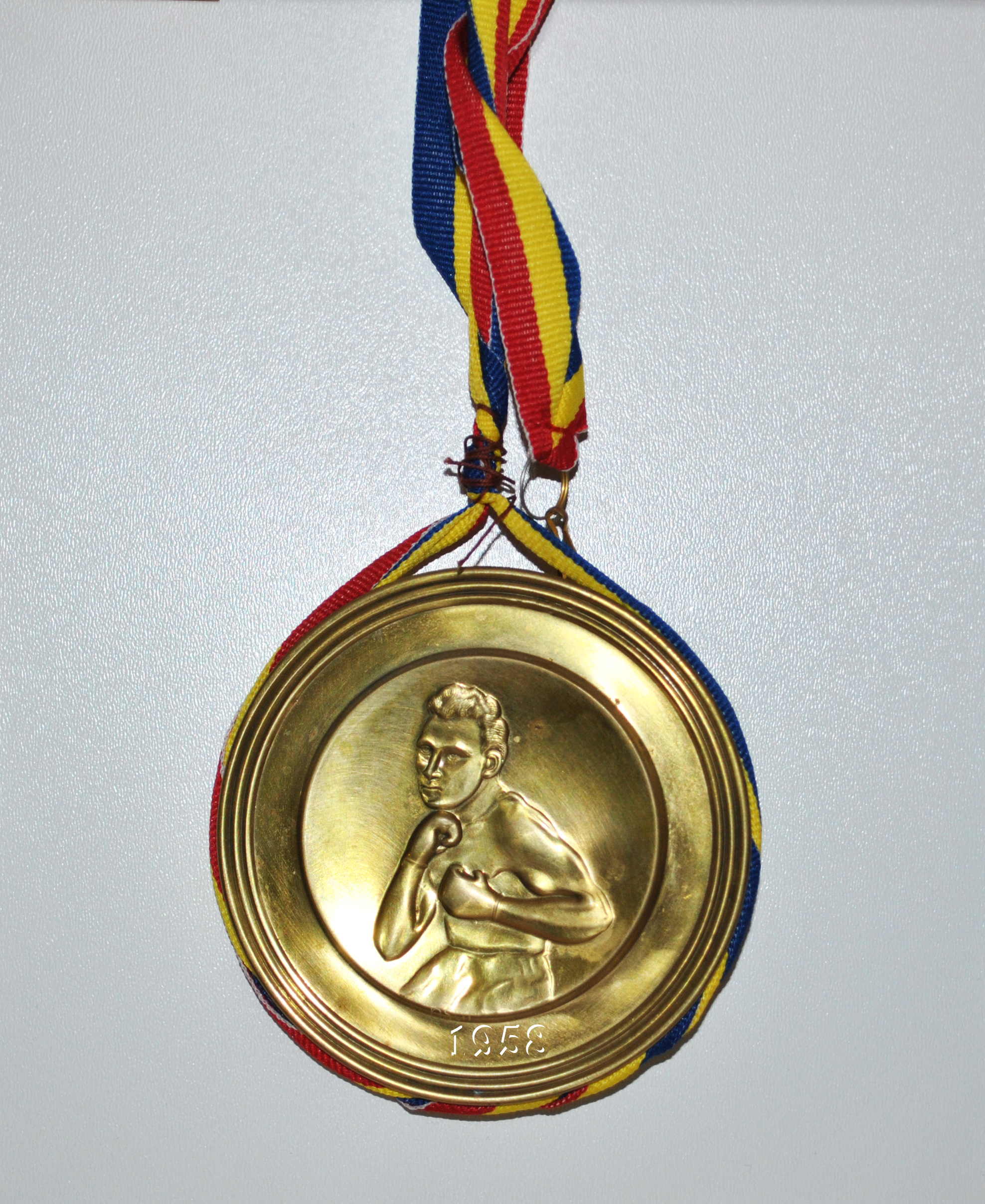
Medalie campion național seniori 1958 categoria muscă
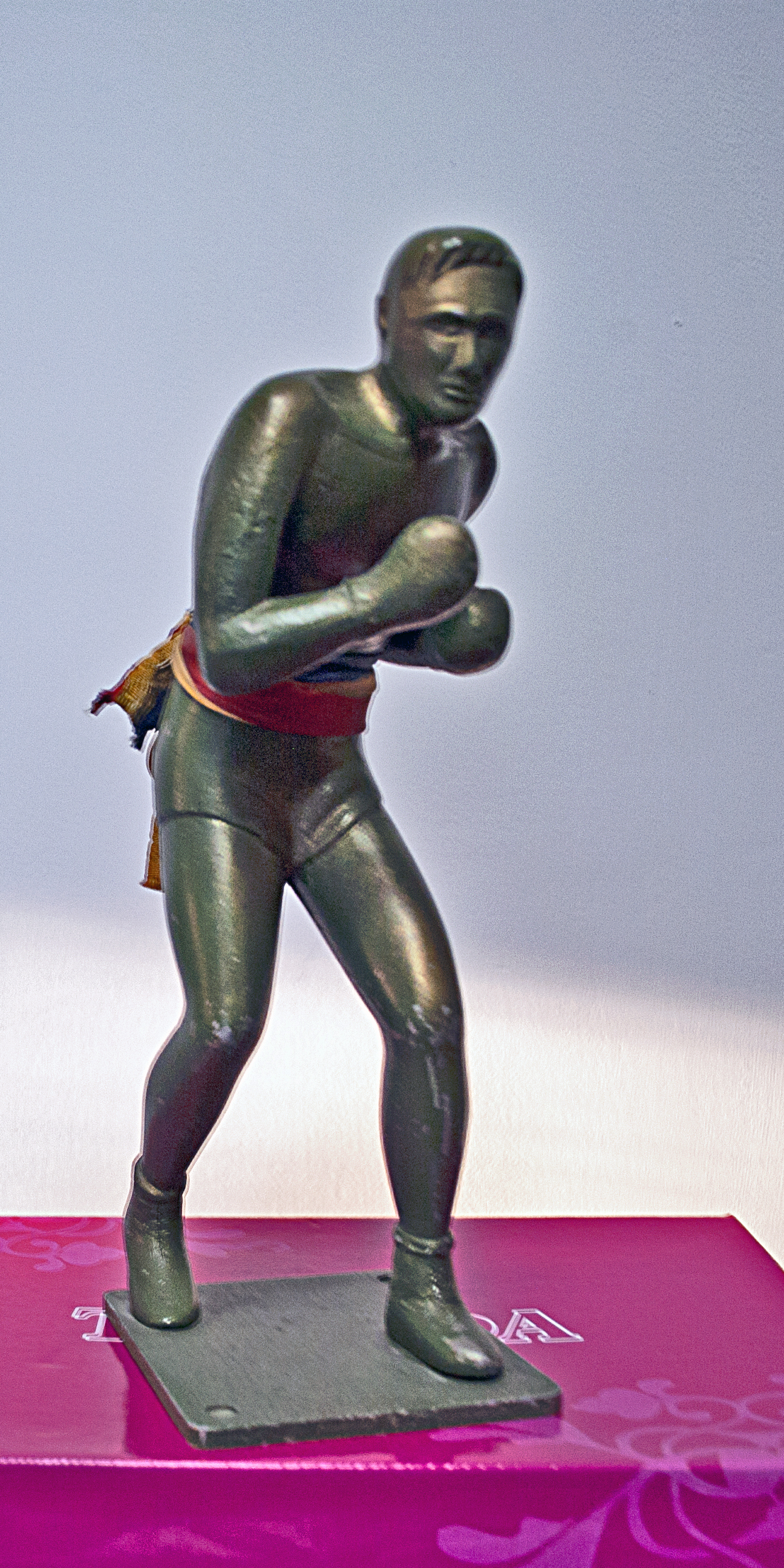
Trofeu campion național seniori 1958 categoria muscă
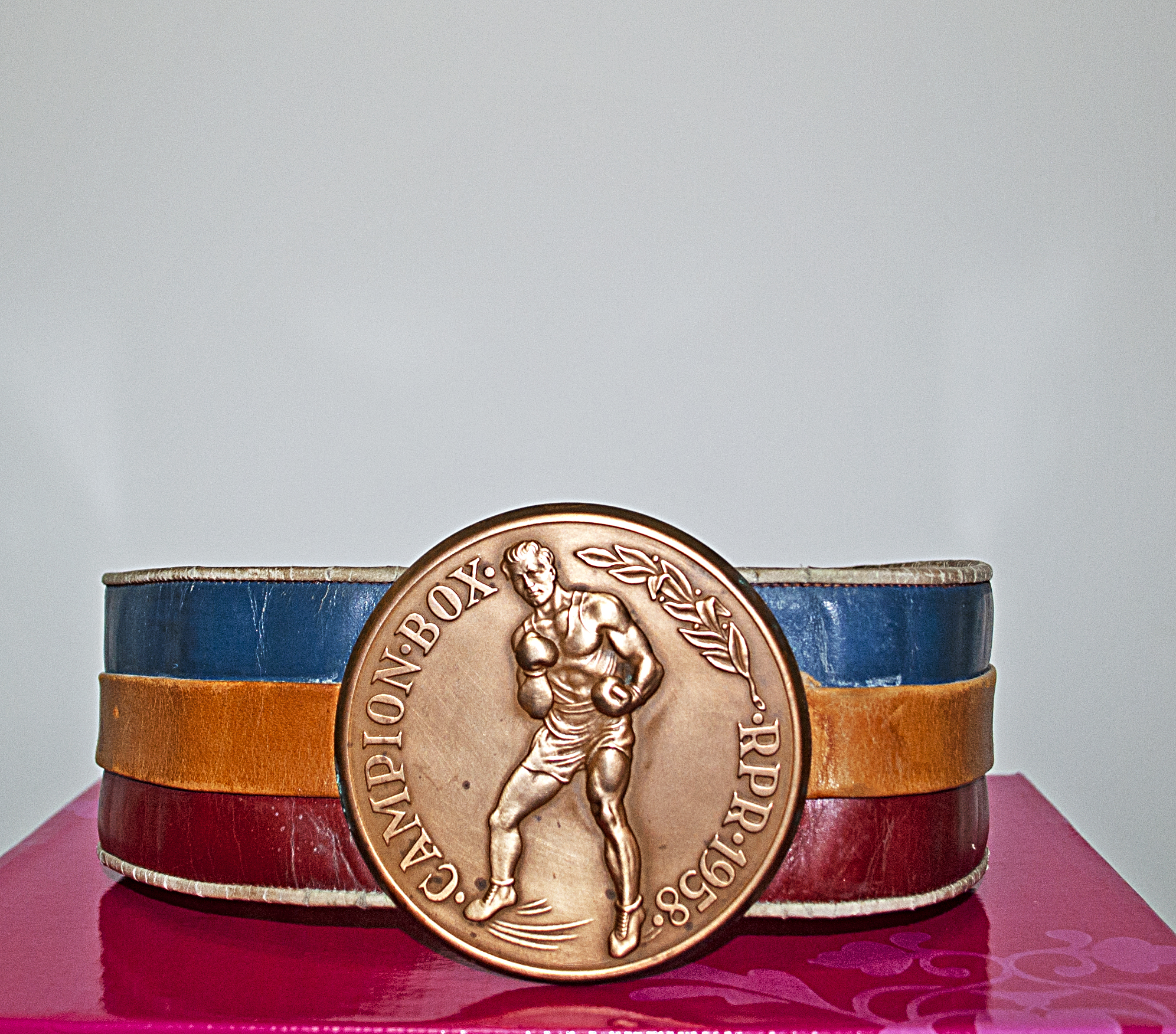
Centură campion categoria muscă 1958
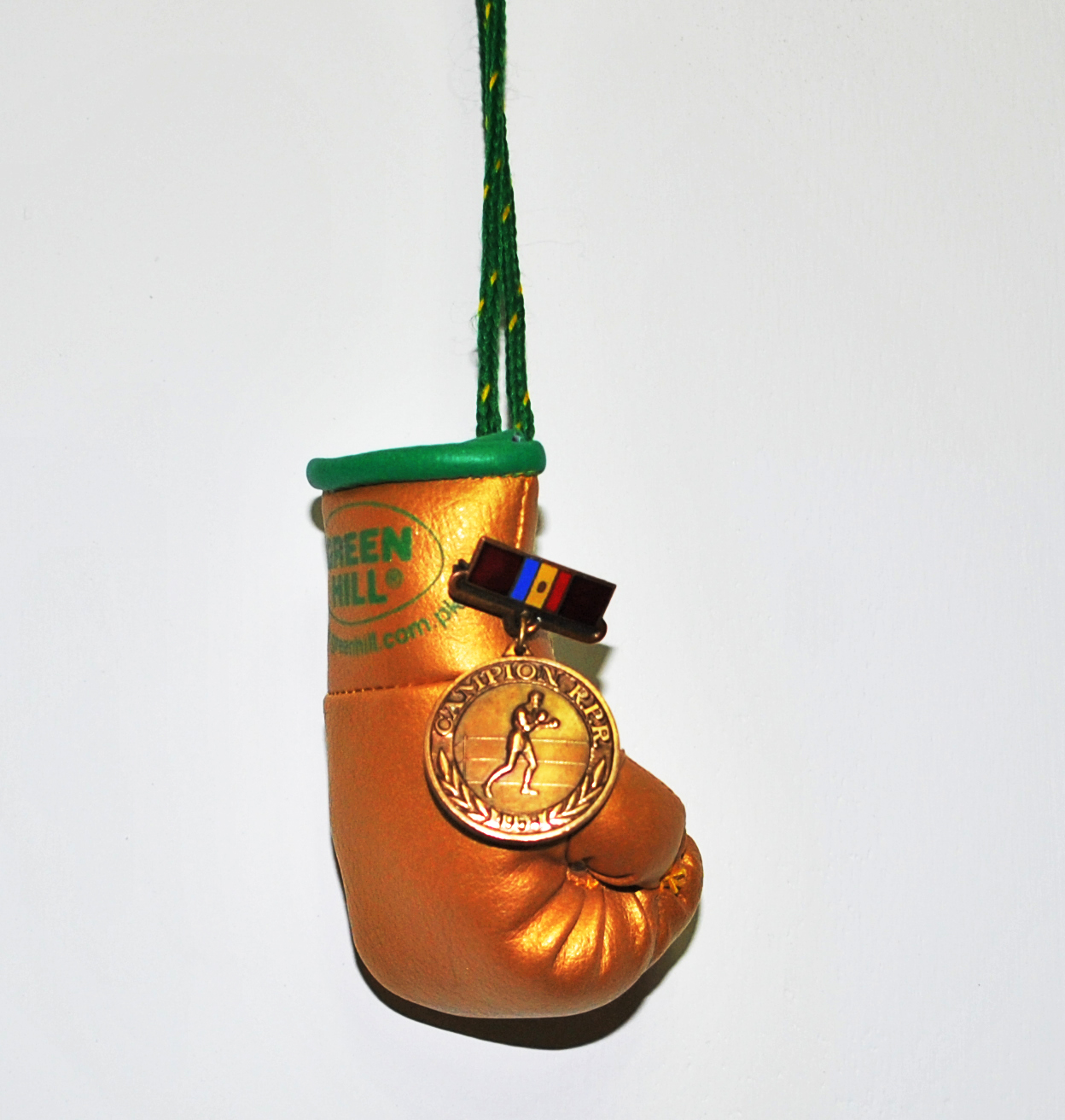
Insignă campion categoria muscă 1958
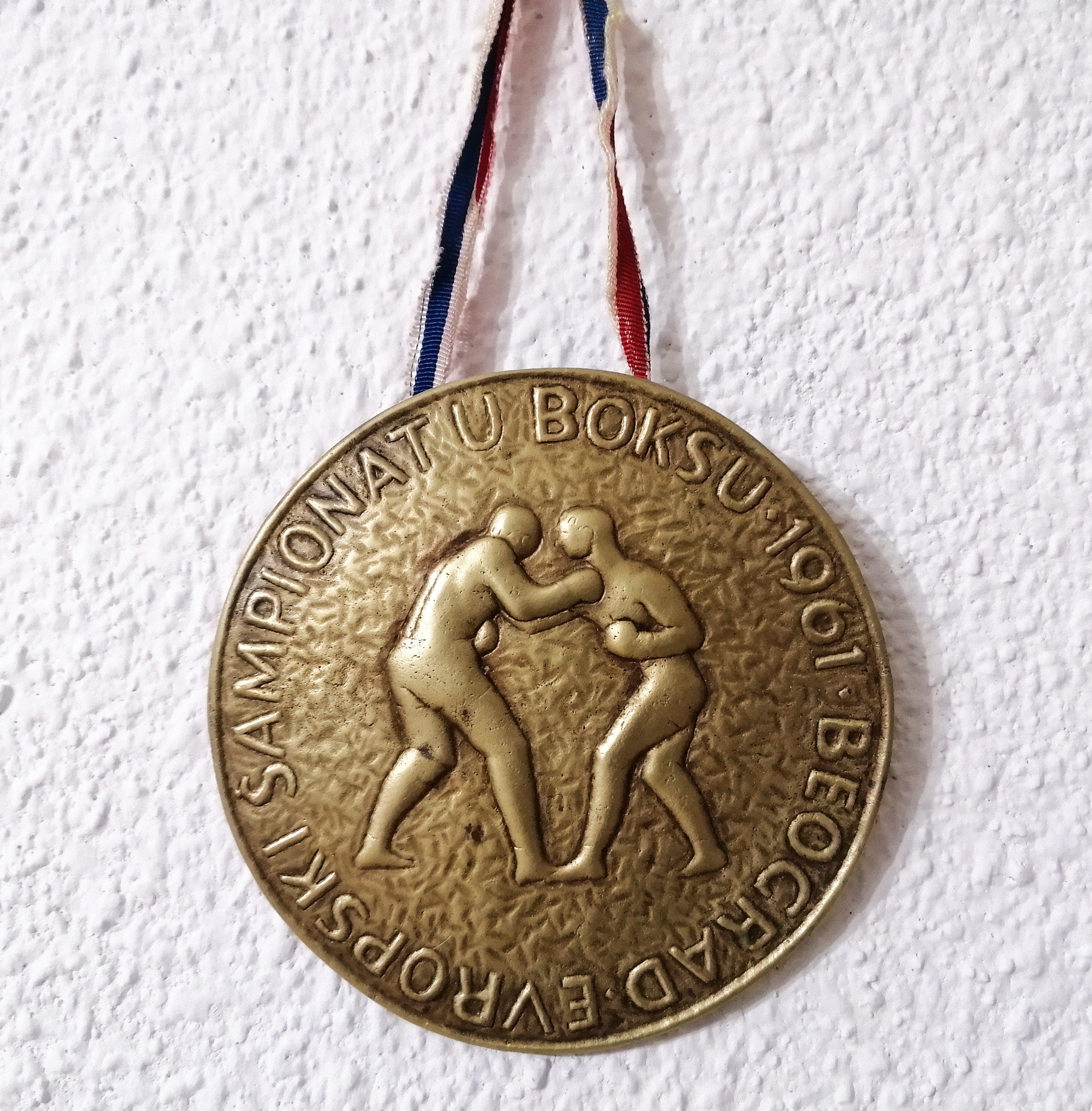
Medalie Campionat European 1961
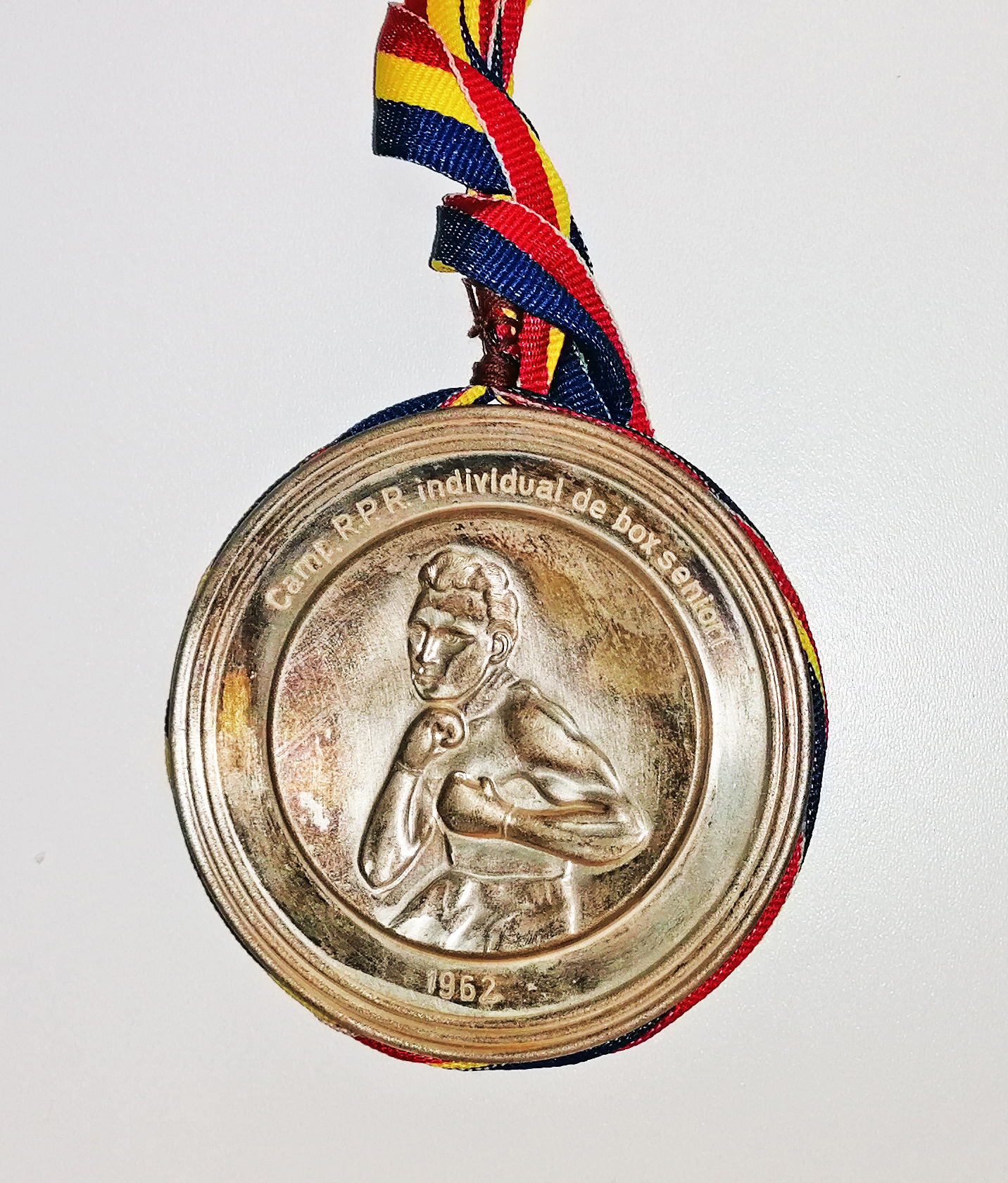
Medalie argint campion seniori 1962 categoria cocoș
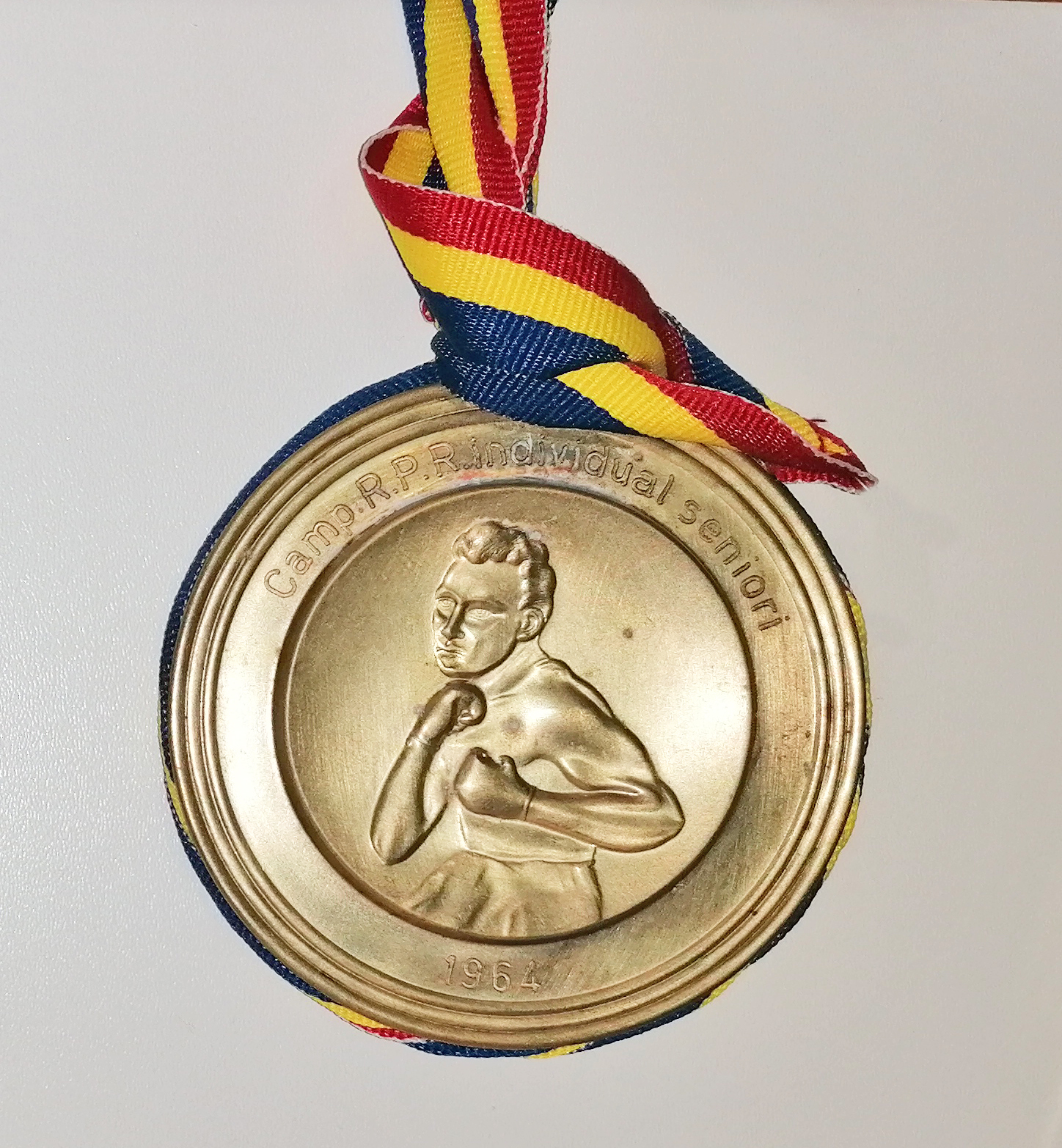
Medalie aur campion seniori 1964 categoria cocoș
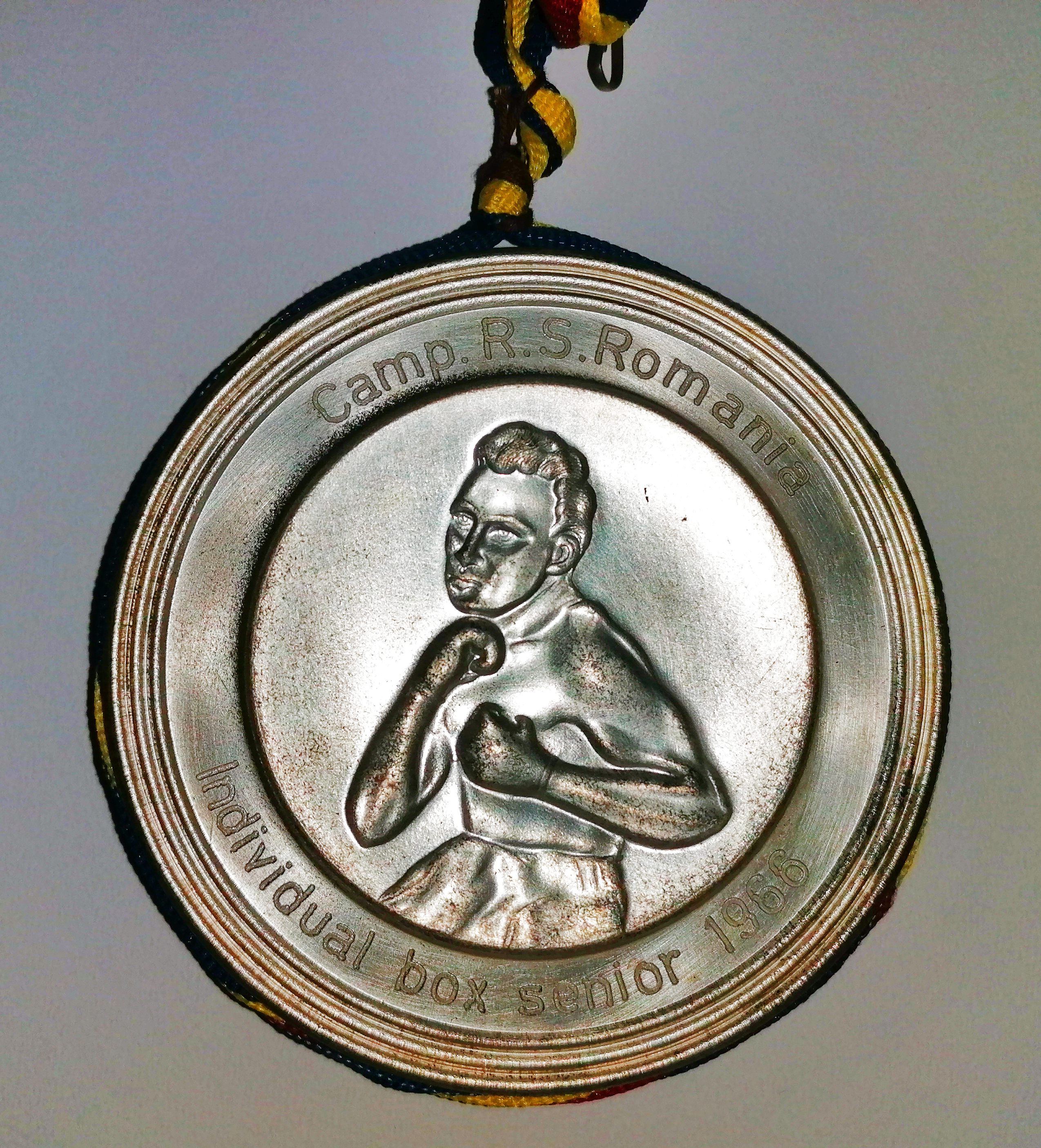
Medalie argint campion seniori 1966 categoria cocoș
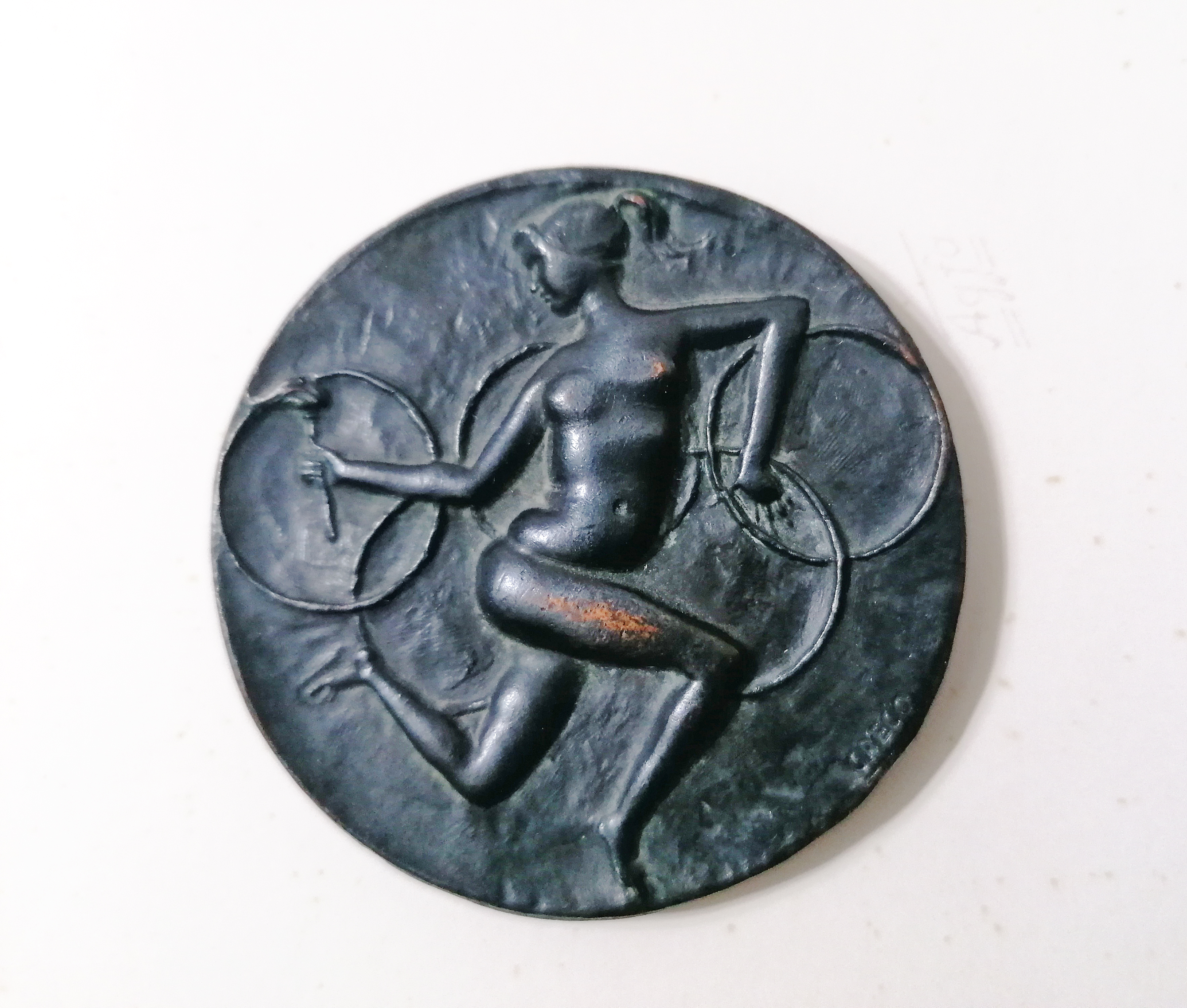
Medalie Jocurile Olimpice de vară 1960
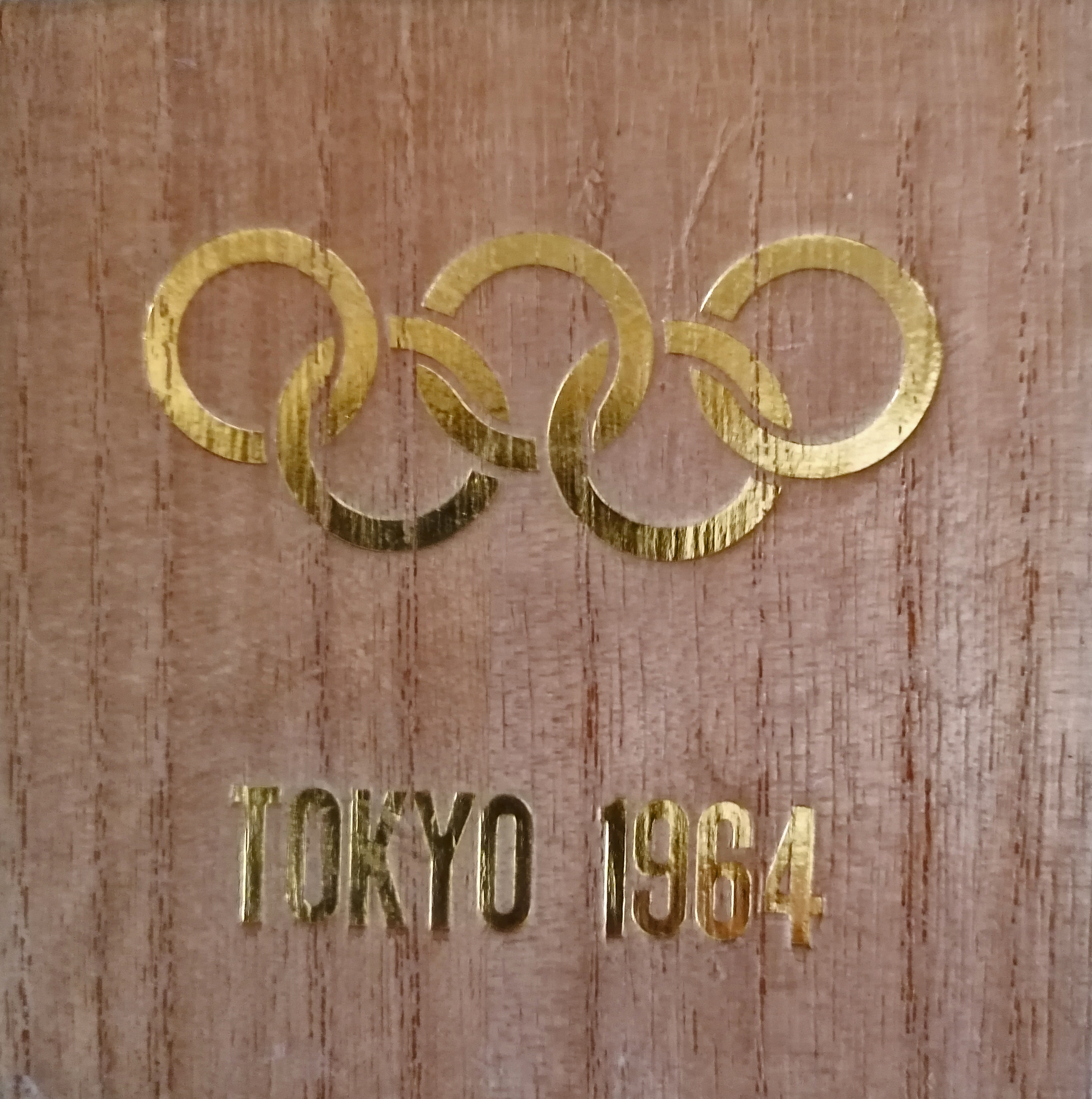
Casetă medalie Jocurile Olimpice de vară 1960
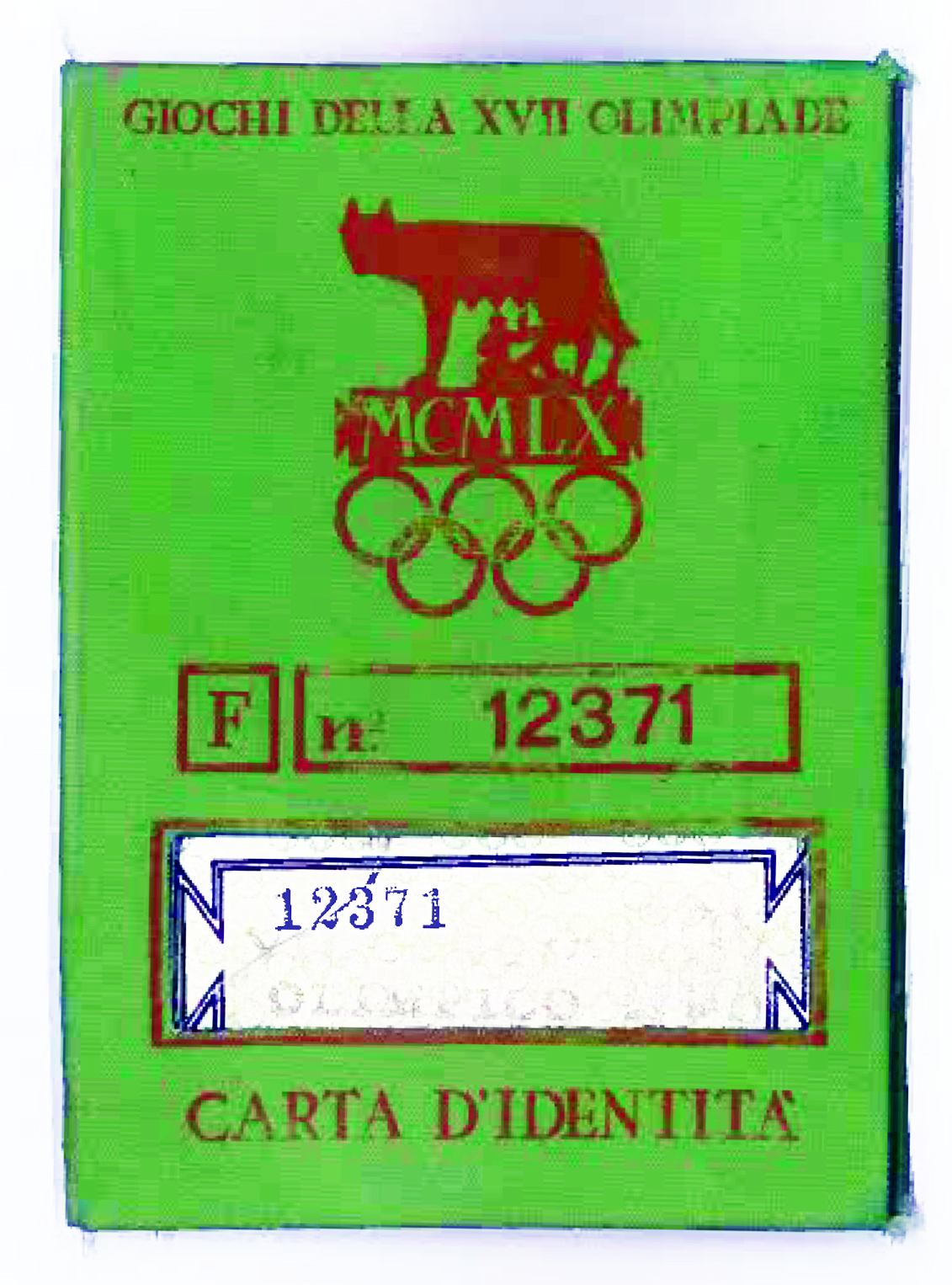
Pașaport Roma
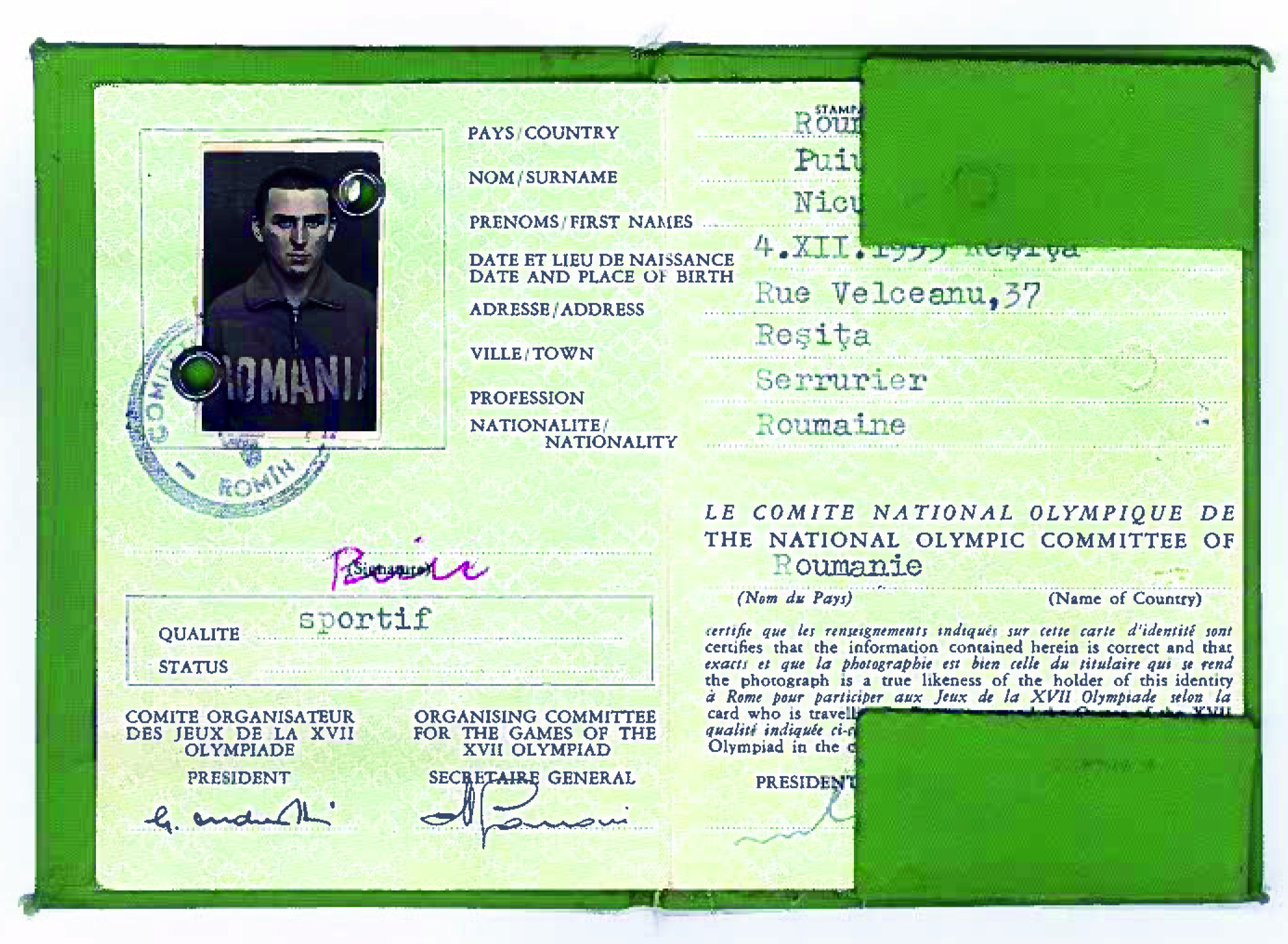
Pașaport Roma
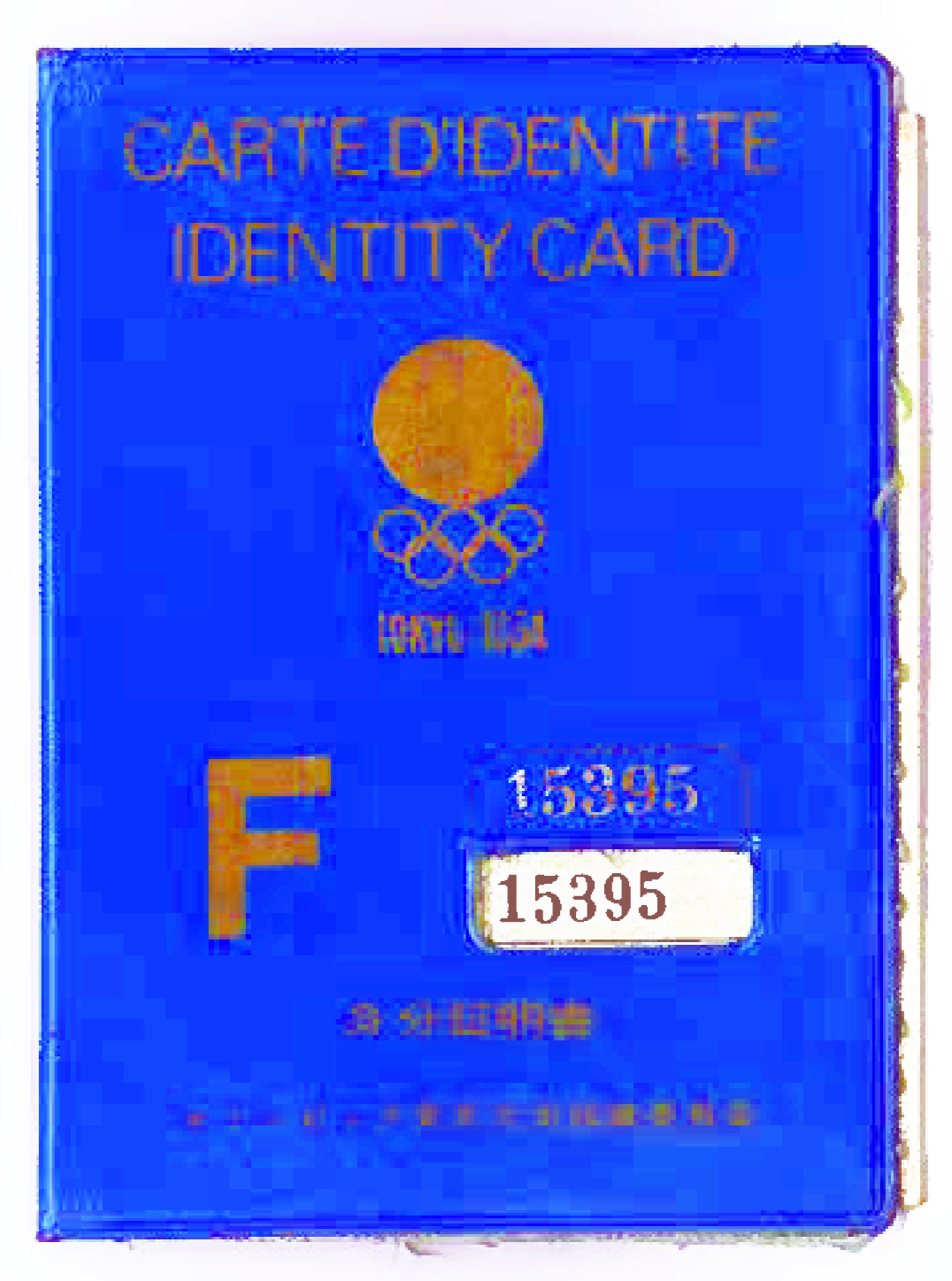
Pașaport Tokyo
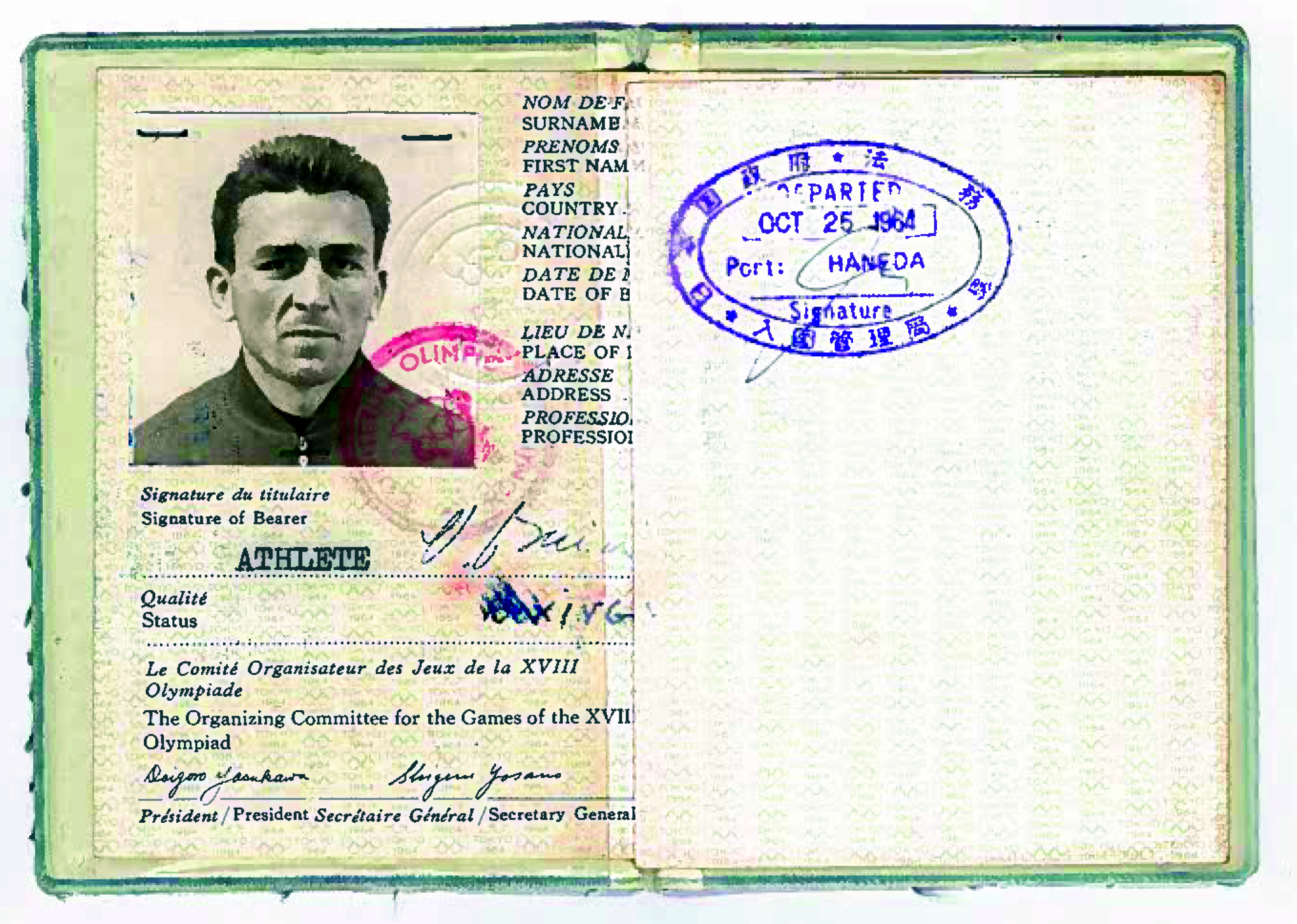
Pașaport Tokyo
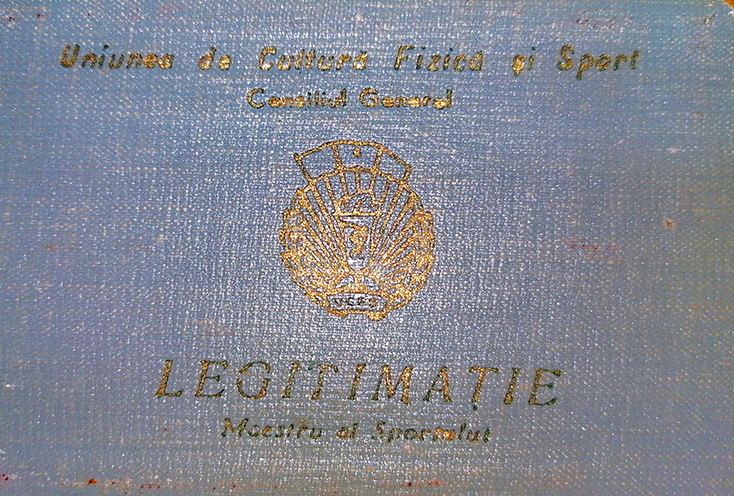
Legitimație maestru al sportului
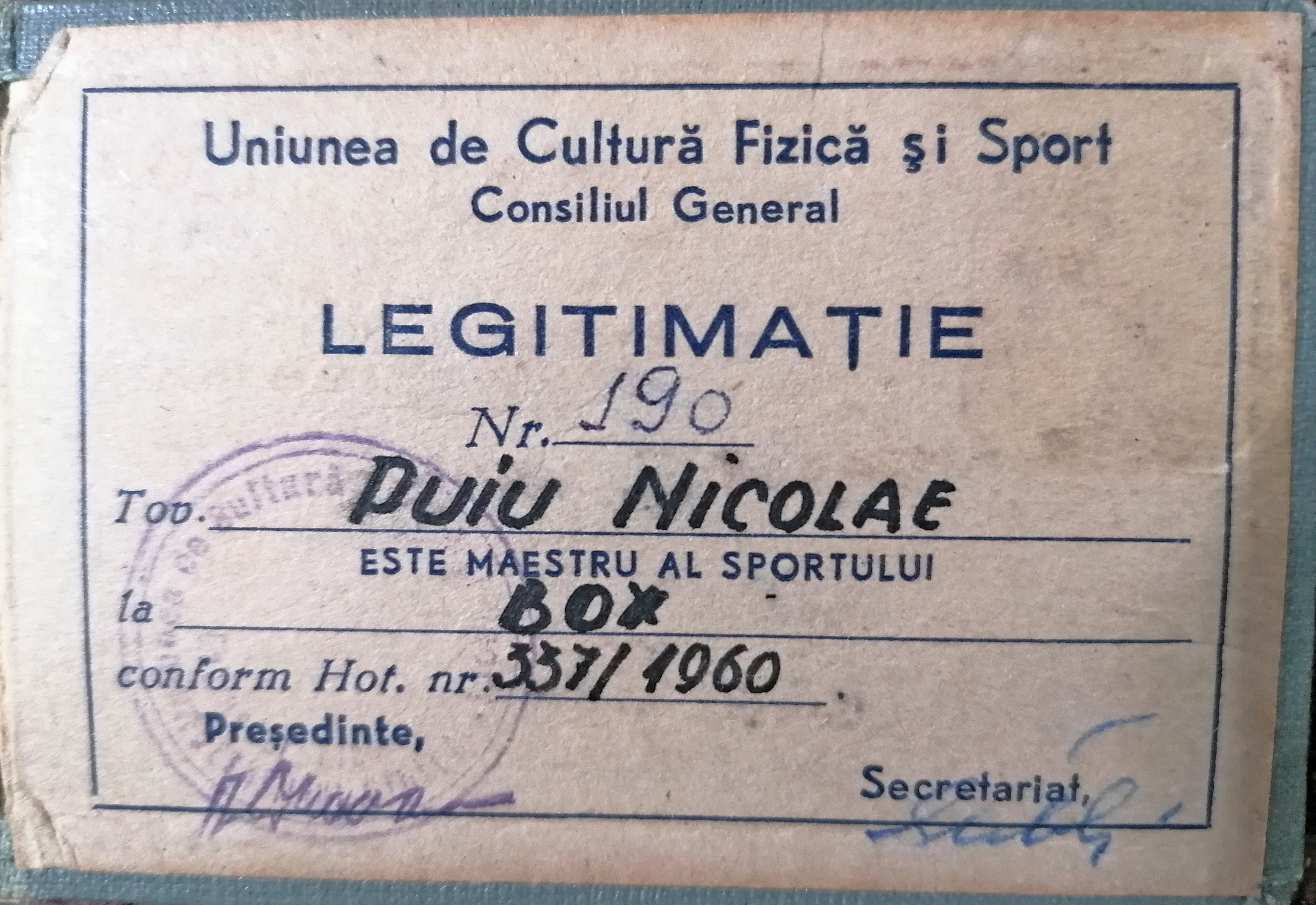
Legitimație maestru al sportului
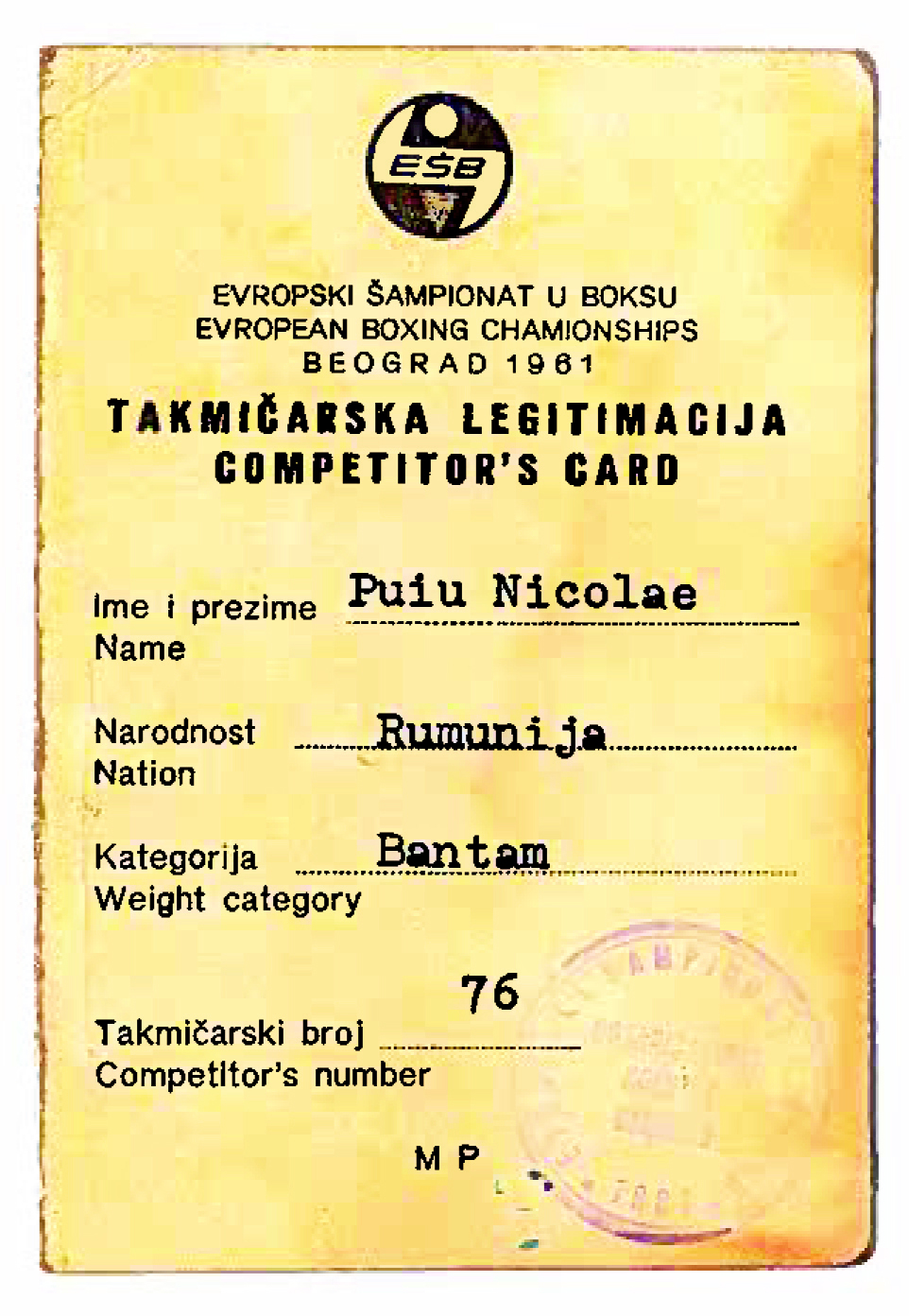
Legitimație participare Belgrad CE 1961
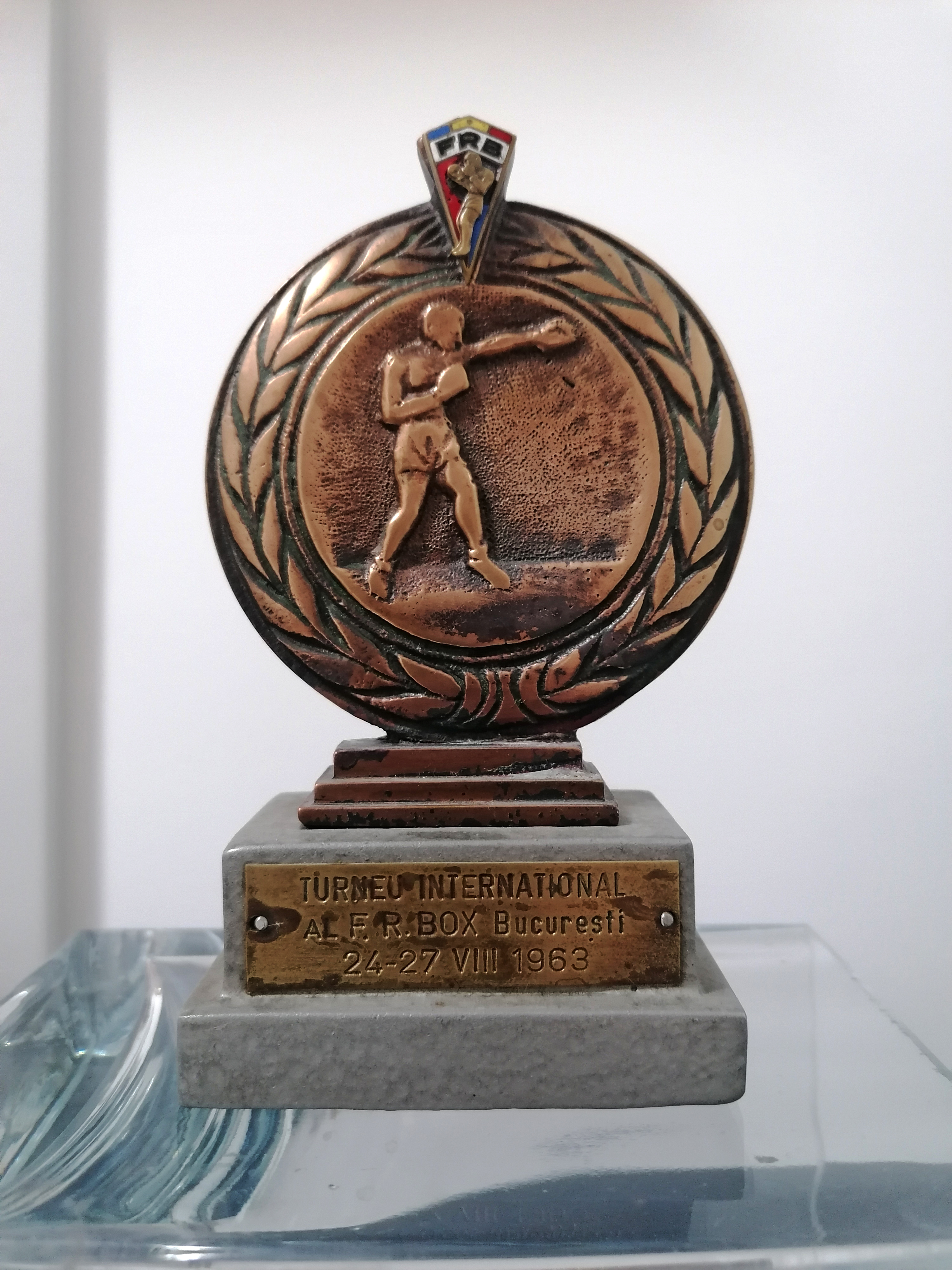
Trofeu Turneu Internațional București 1963
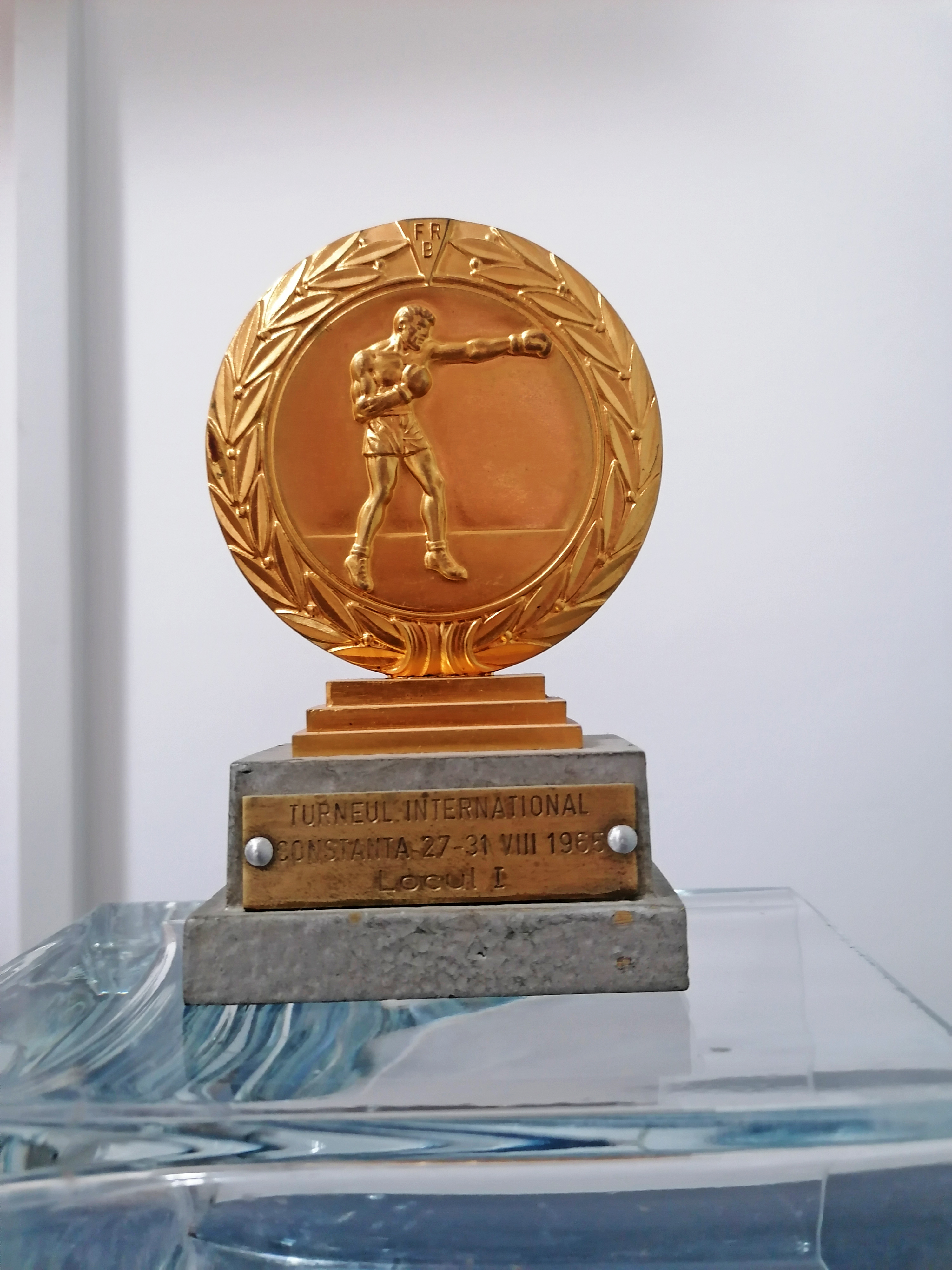
Trofeu Turneu Internațional Constanța 1965
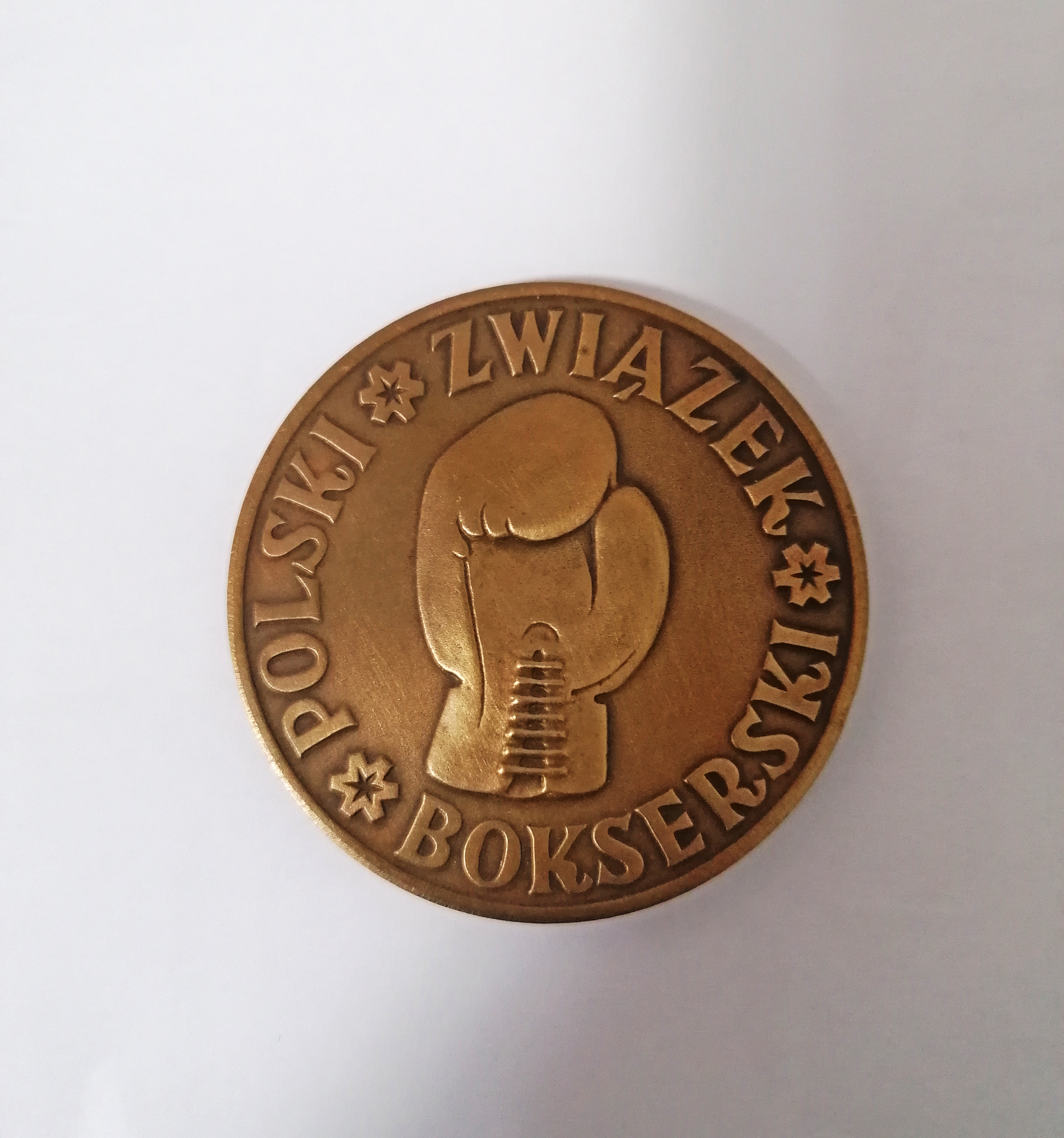
Turneu Lodz - Polonia 1963
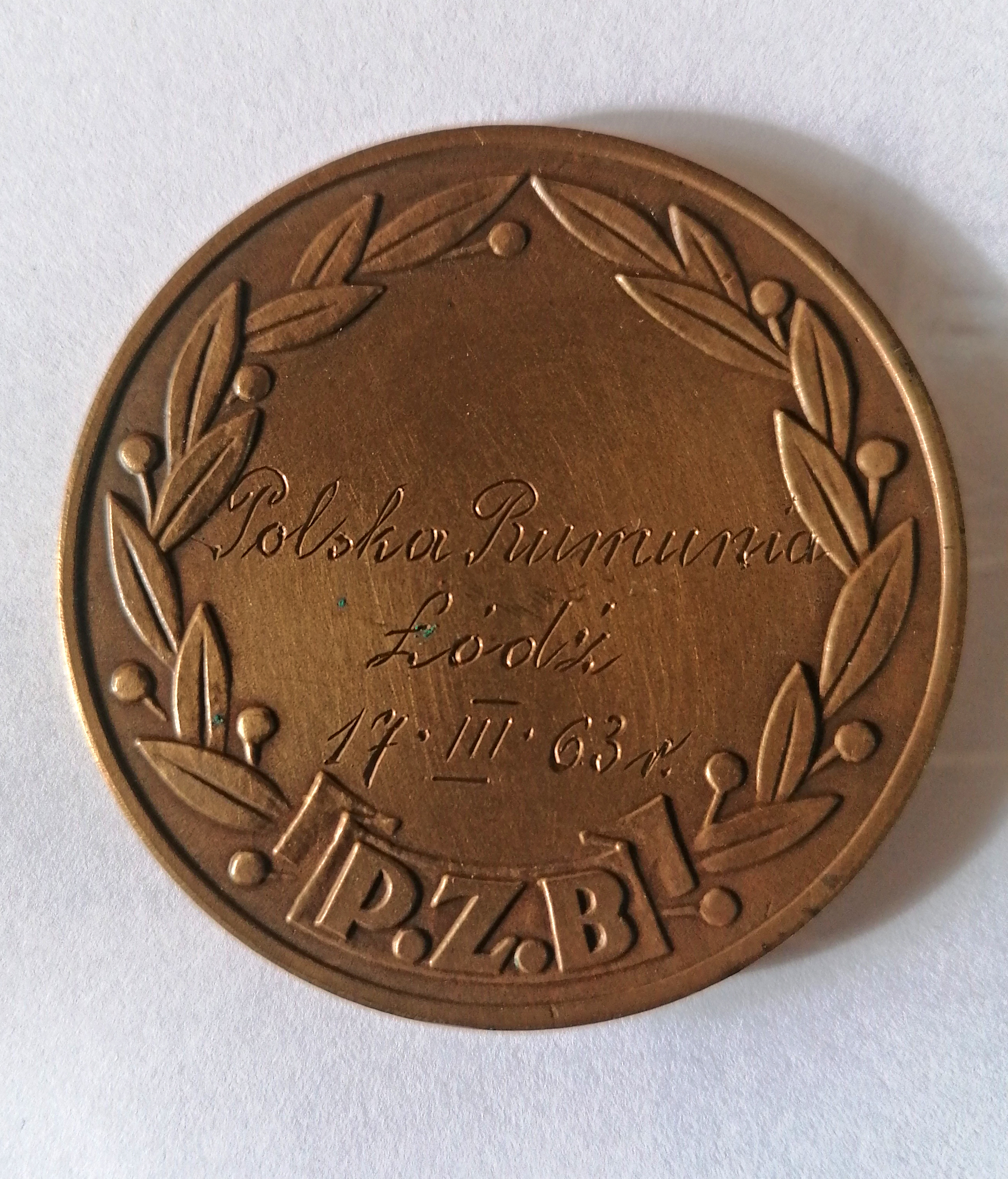
Turneu Lodz - Polonia 1963
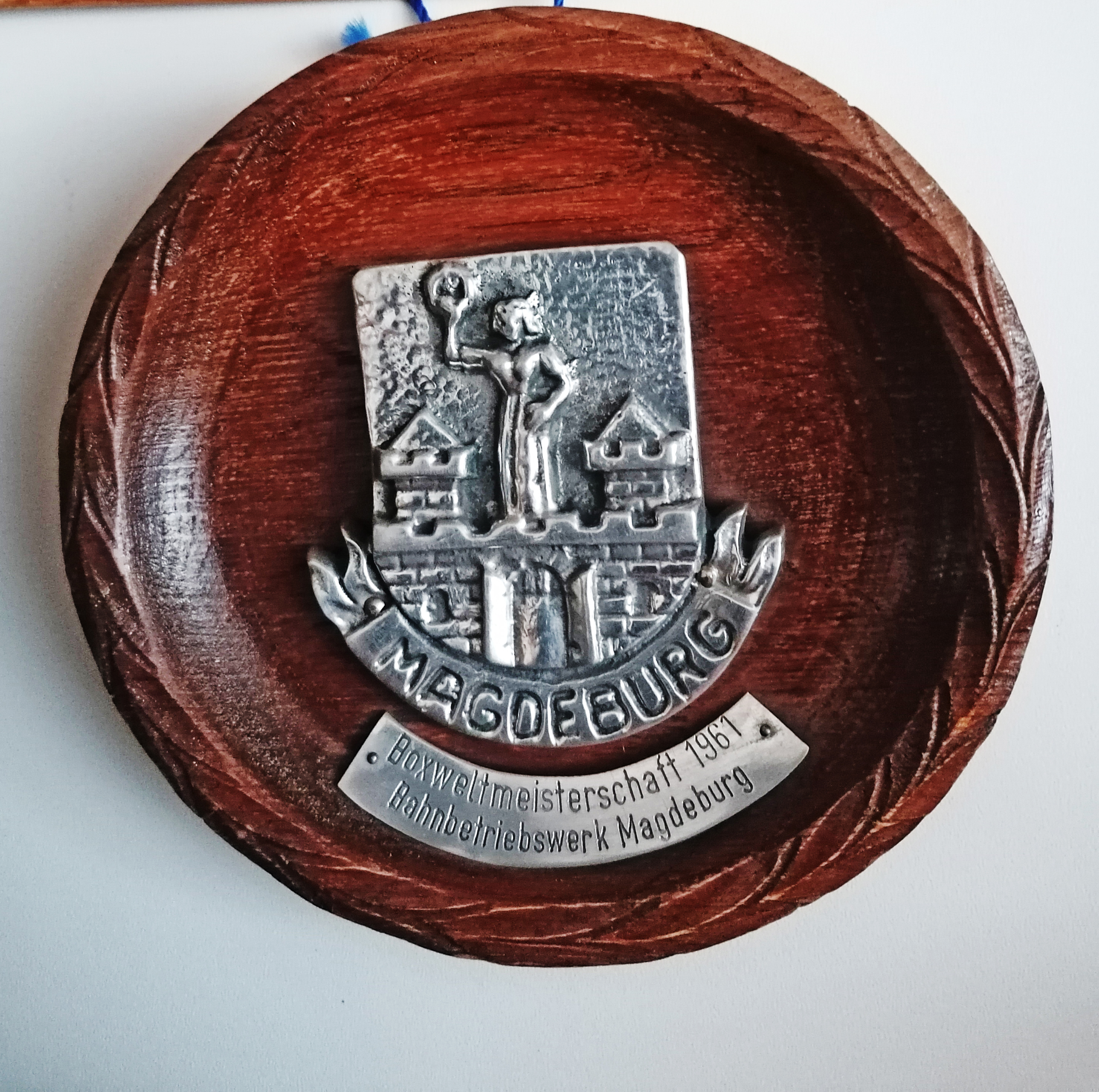
Turneu Magdeburg 1961
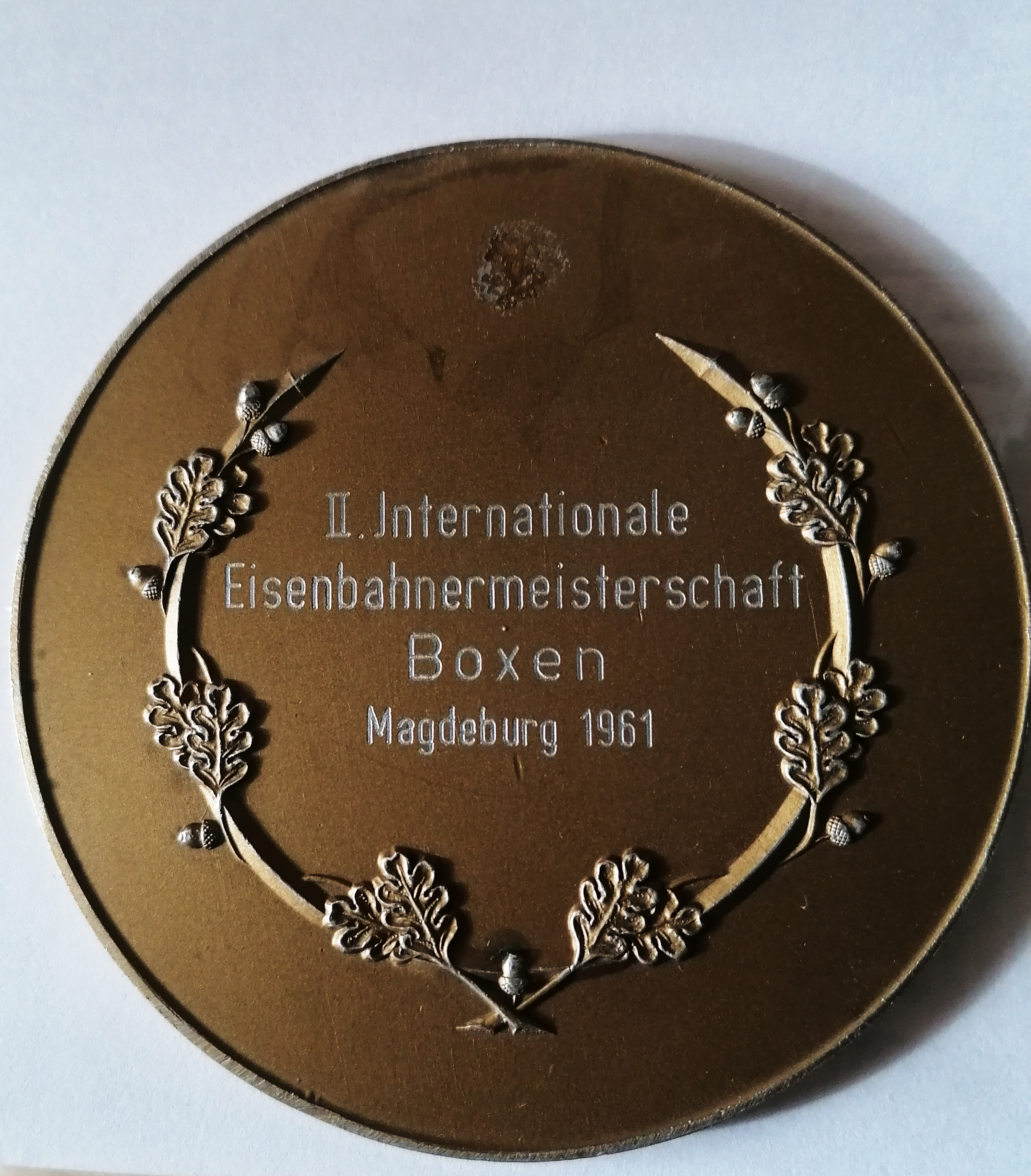
Turneu Magdeburg 1961
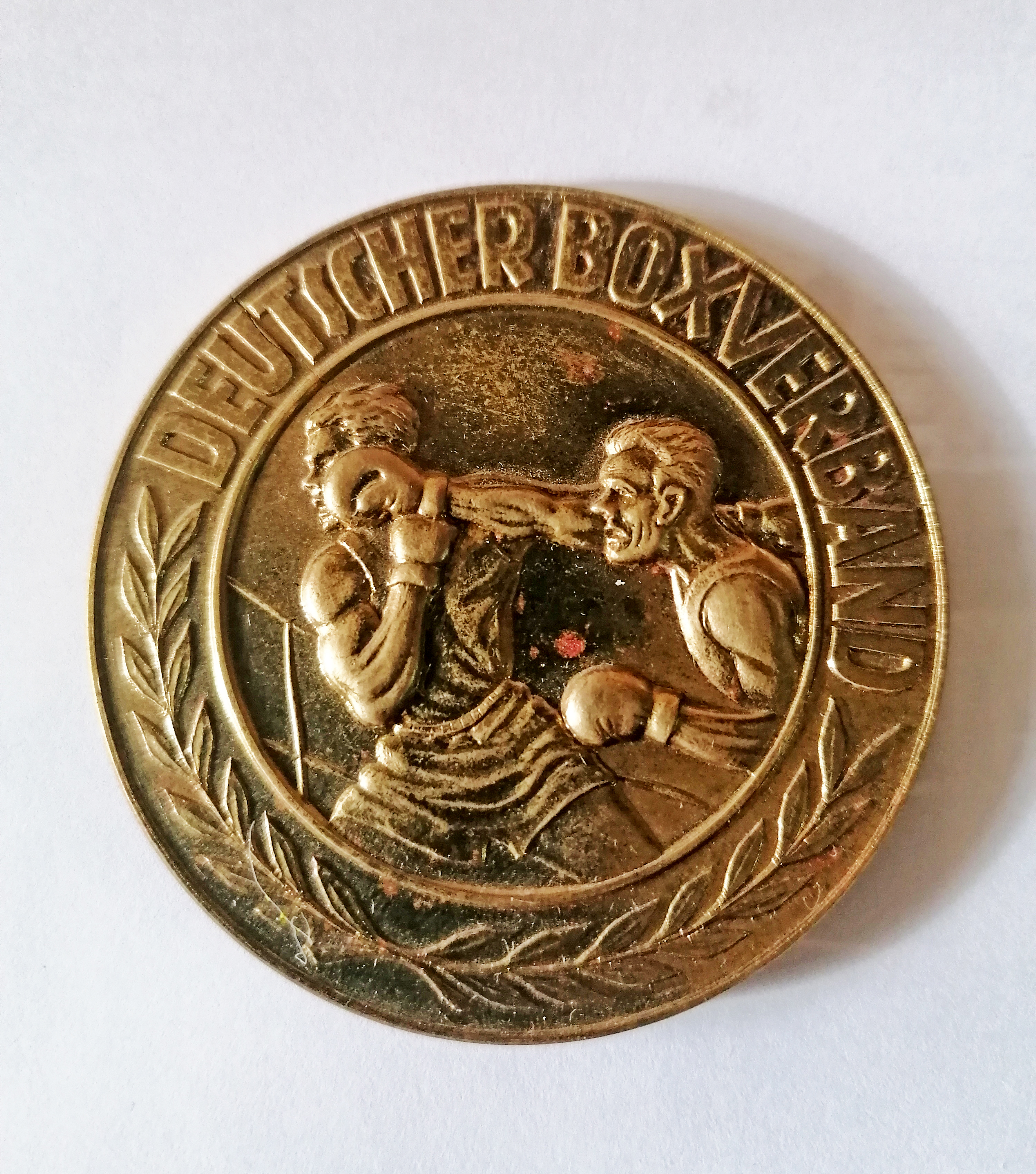
Medalie Turneu RDG

## Galerie foto

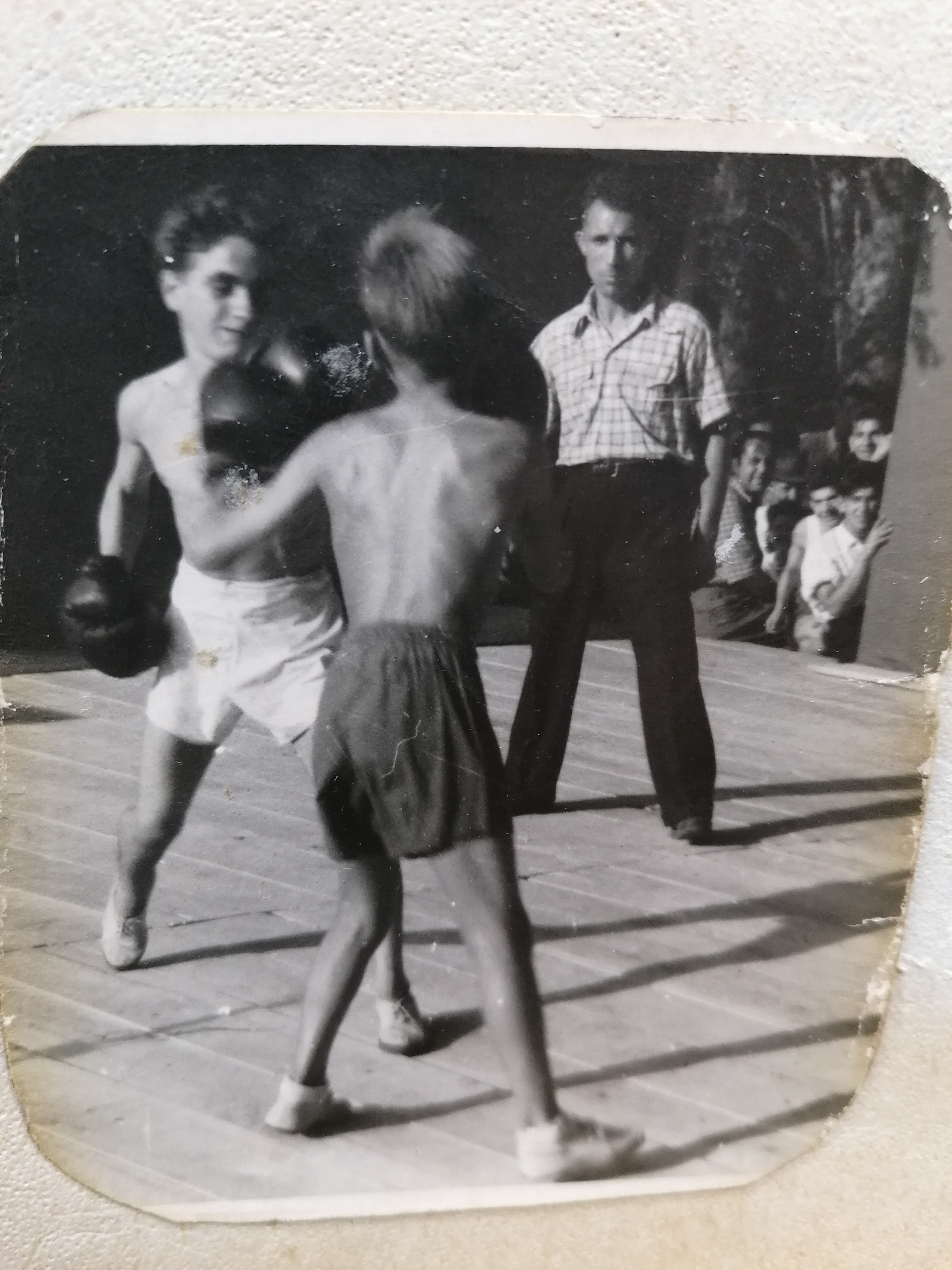
Copil fiind aici - singura fotografie de acest fel. Aici cu spatele.
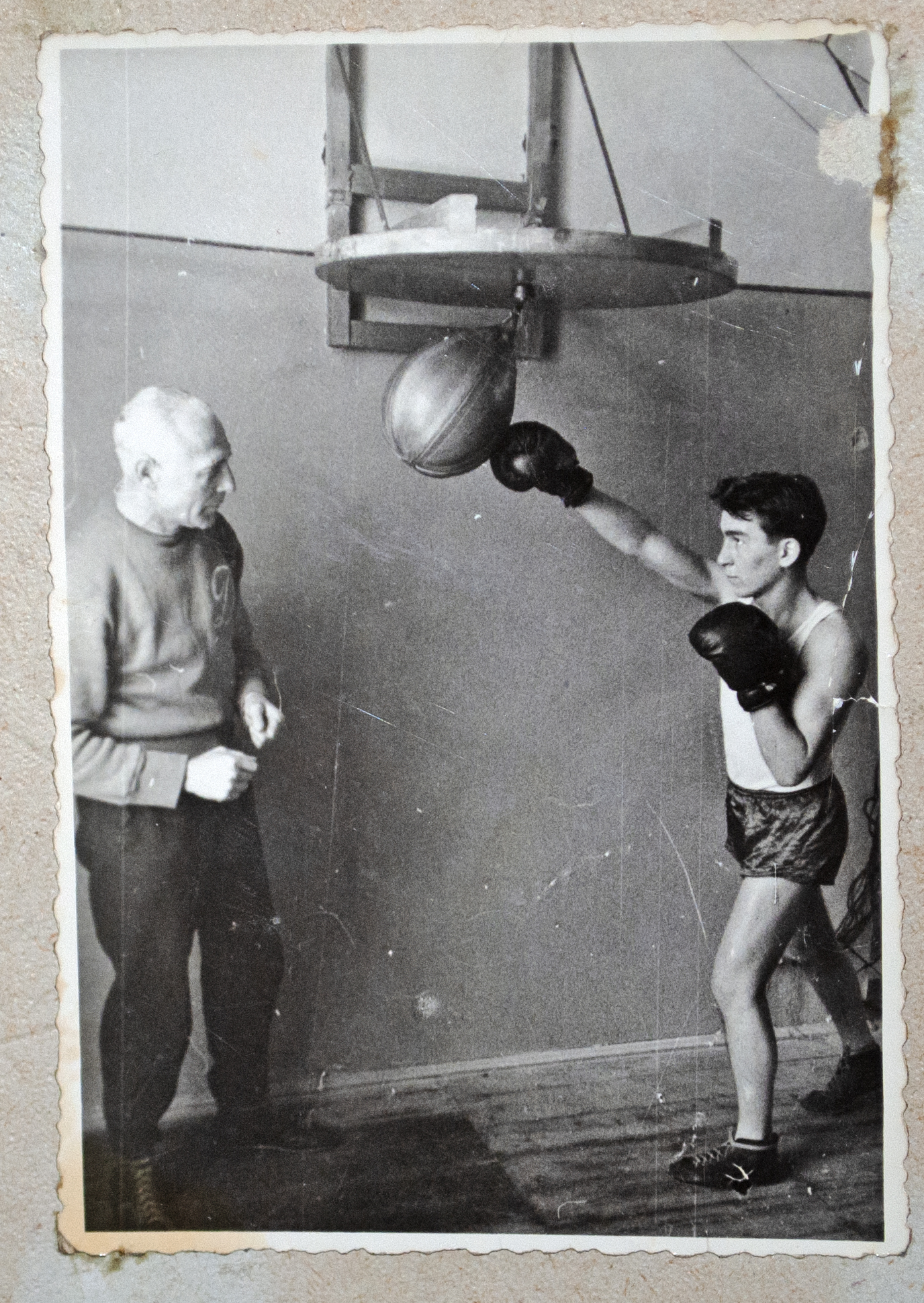
Sub îndrumarea lui Aurel Weintraub spre primul titlu de campion la categoria muscă - 1958
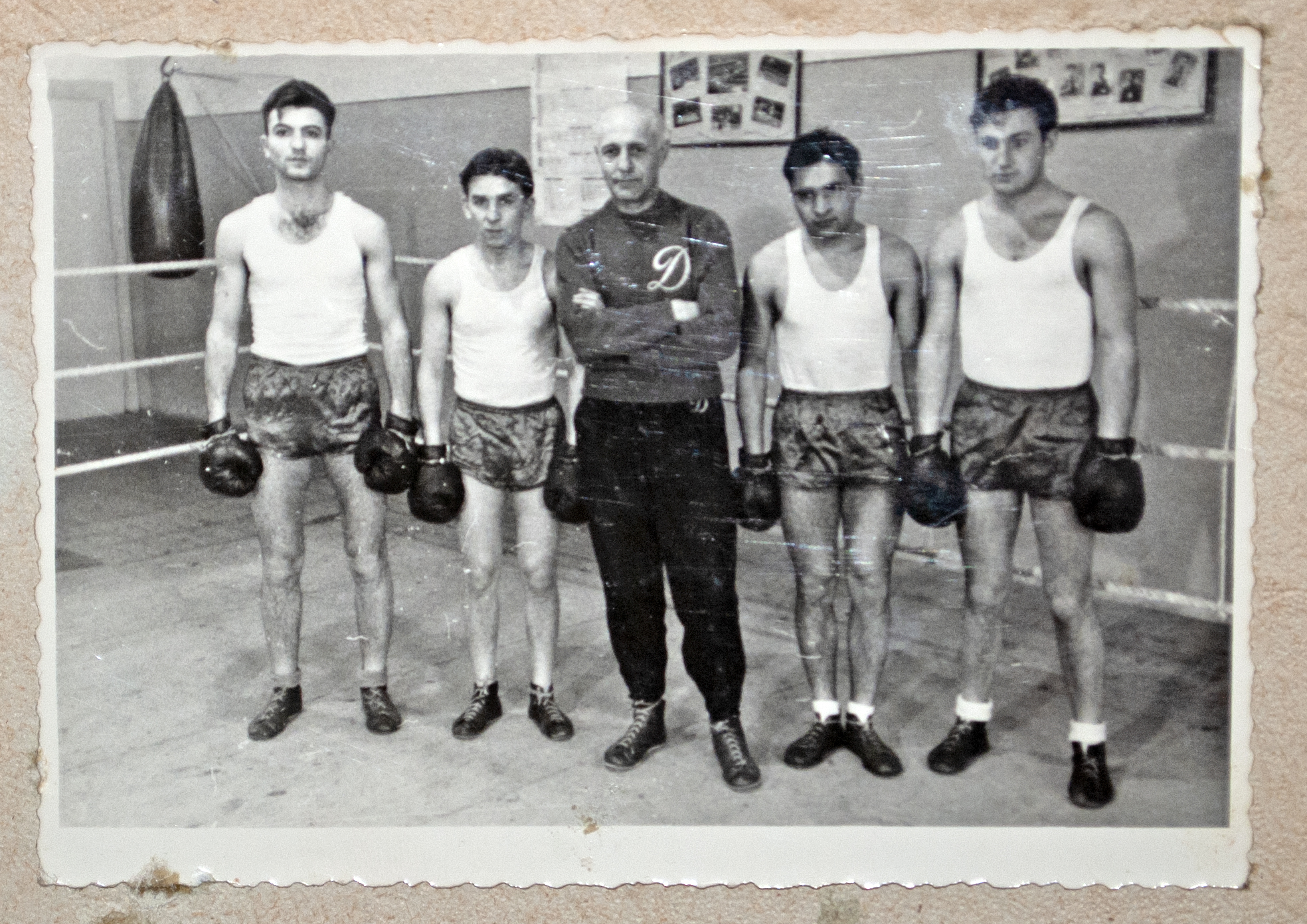
La sală cu antrenorul Aurel Weintraub
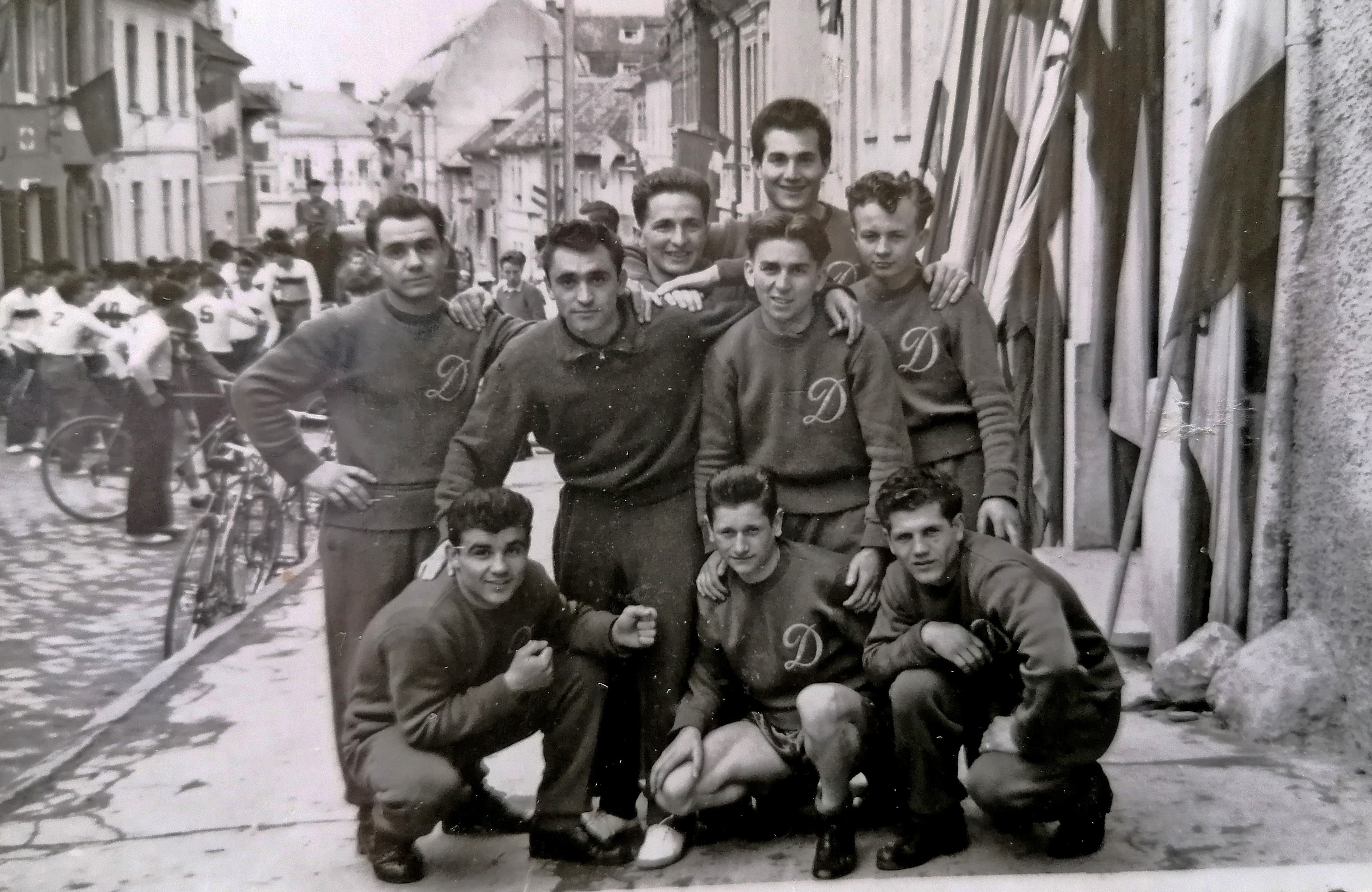
La început de drum cu băieții... ale tinereții valuri
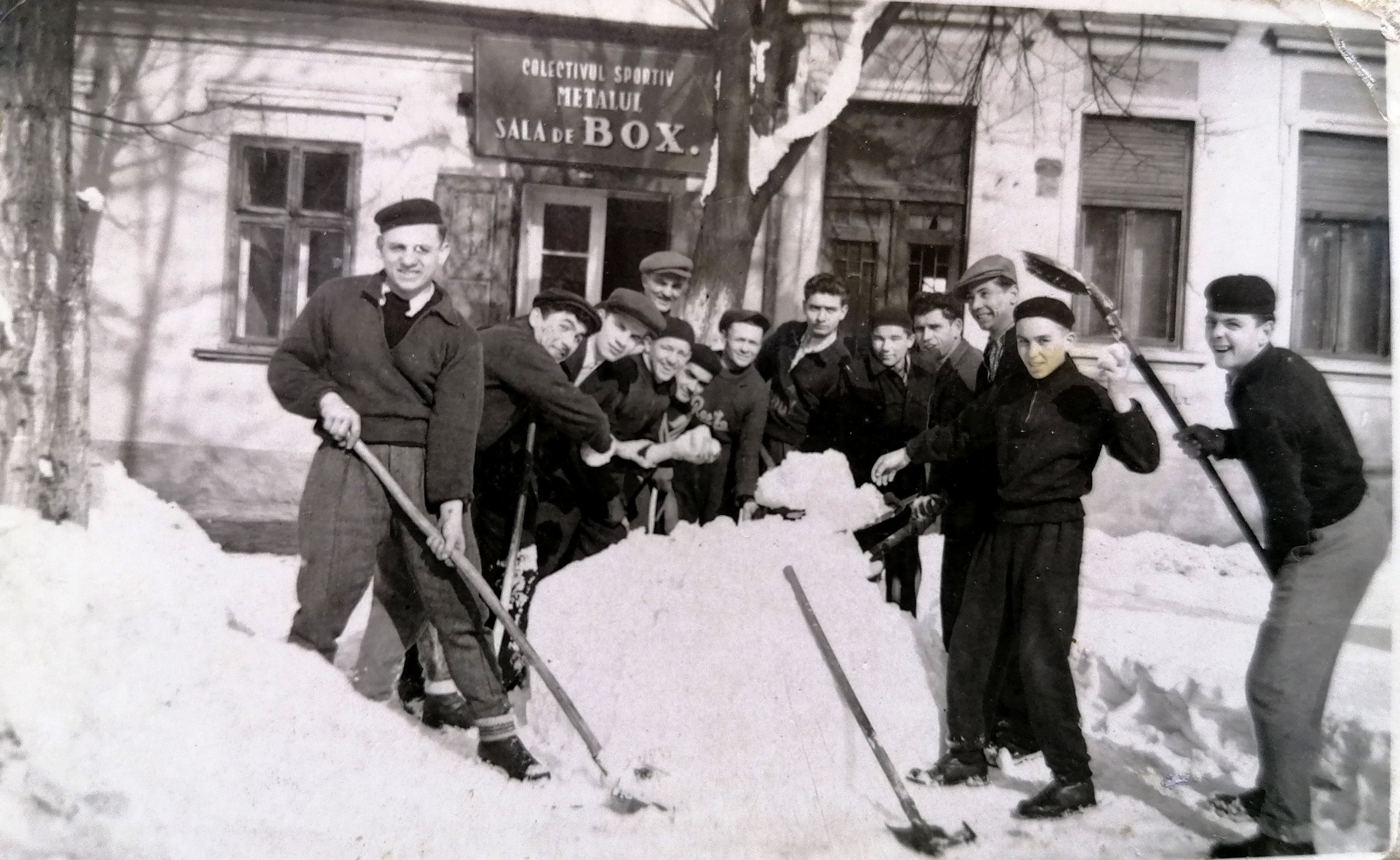
Colectivul Sportiv Reșița "la zăpada"
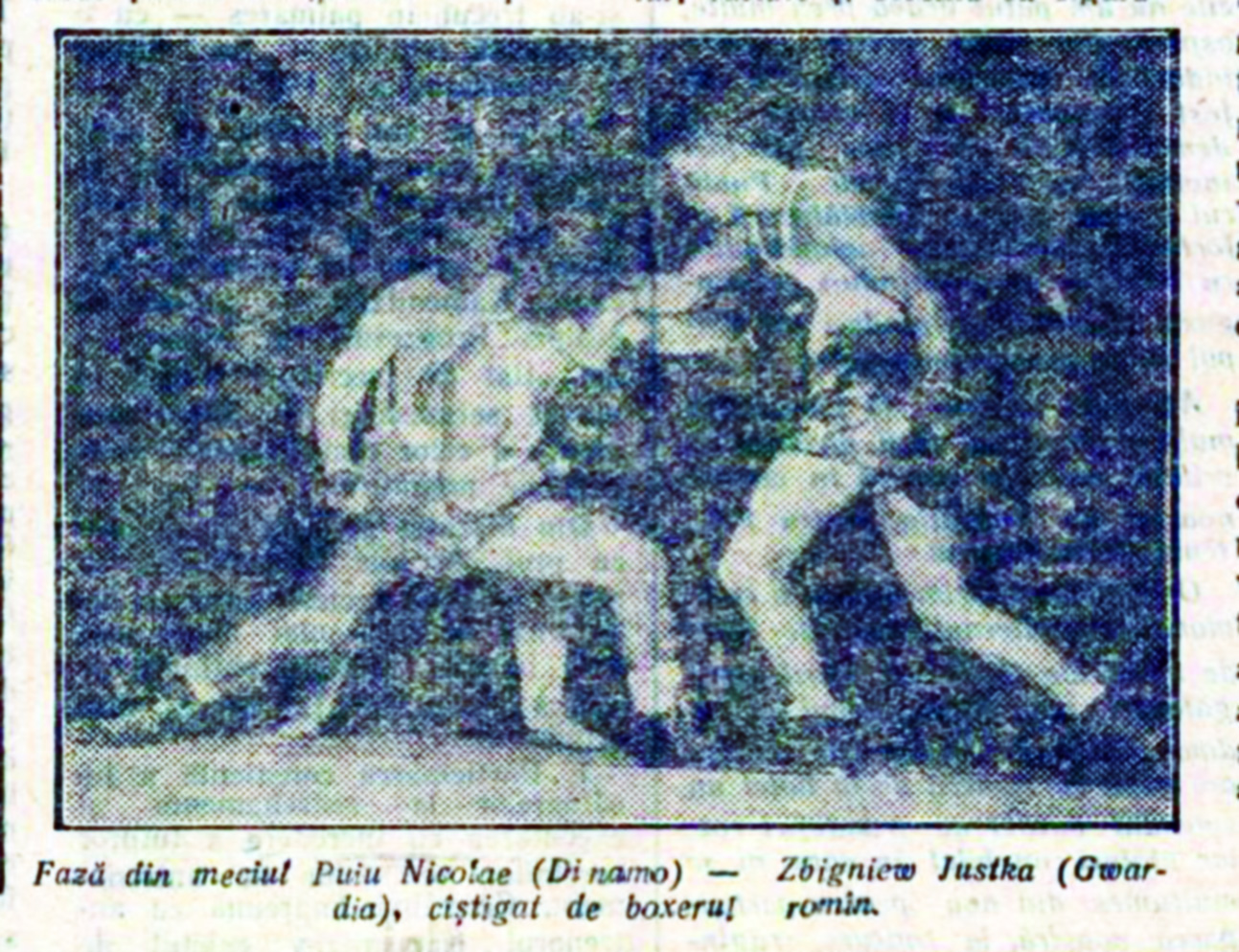
Fază din meciul Puiu Nicolae (Dinamo) și Zbigniew Justka (Gwardia)
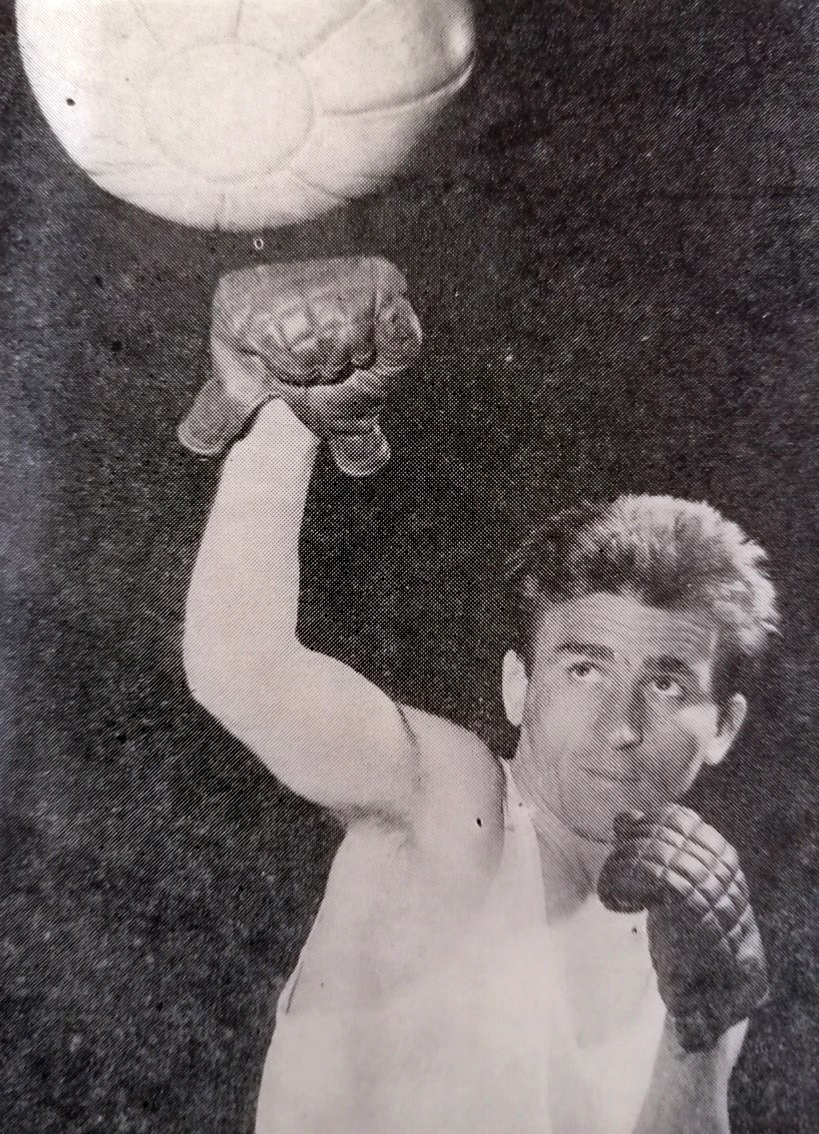
Tenacele și ambițiosul "cocoș" Nicolae Puiu. În cariera sa, Puiu i-a învins printre alții și pe francezul Libeer, care a devenit apoi campion profesionist al Europei
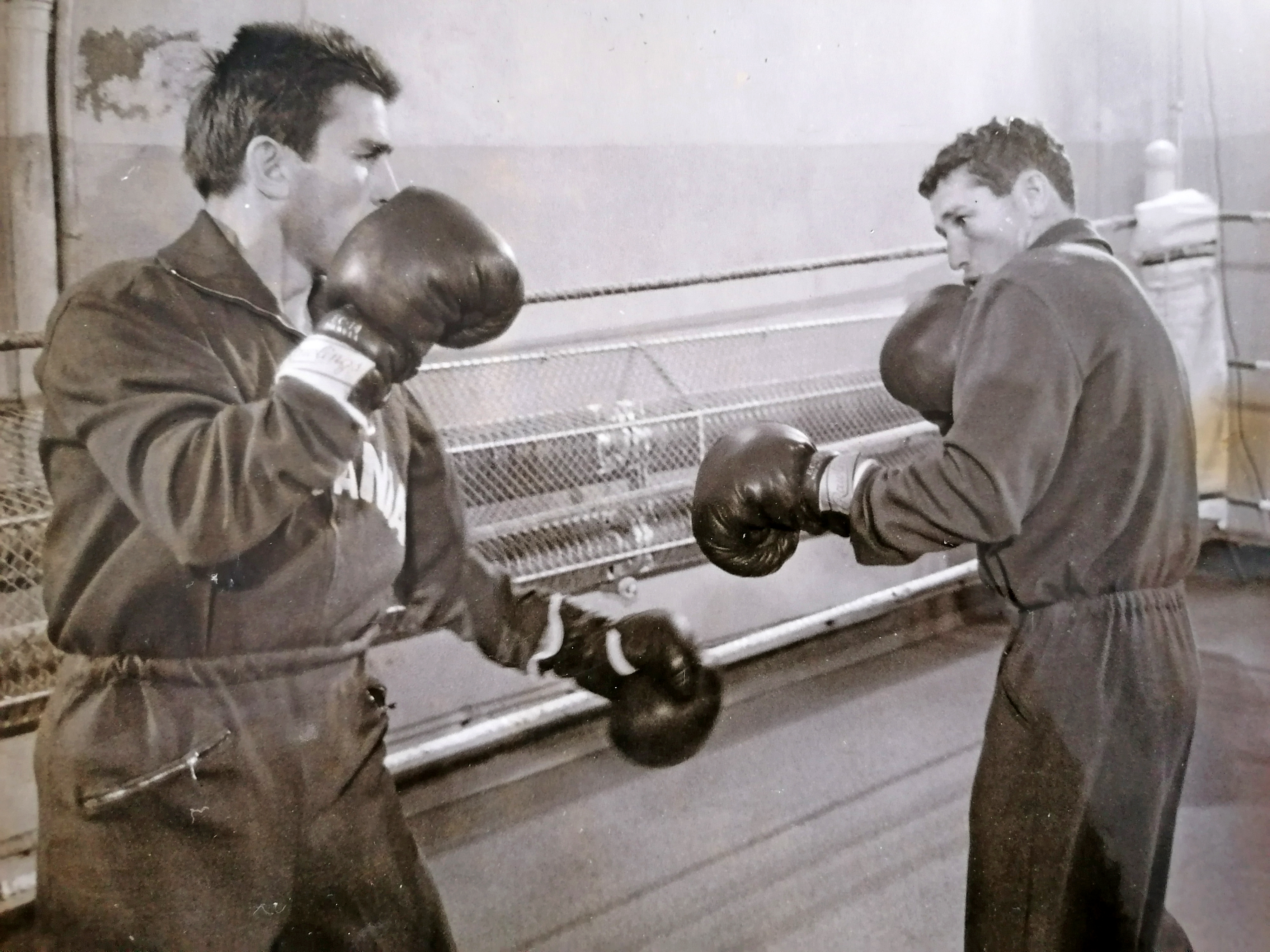
Antrenament în compania lui Constantin Ciucă
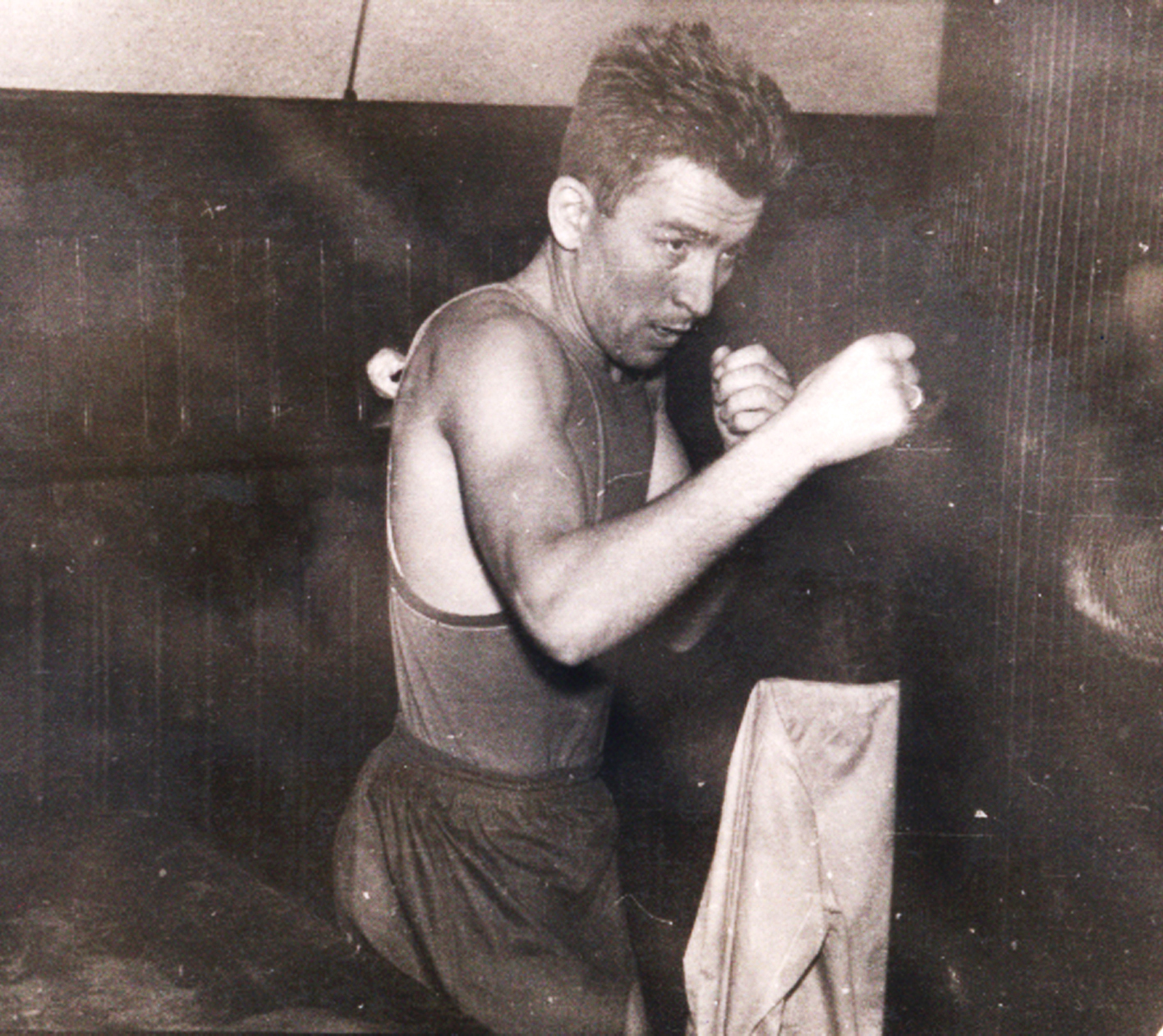
Antrenament sală
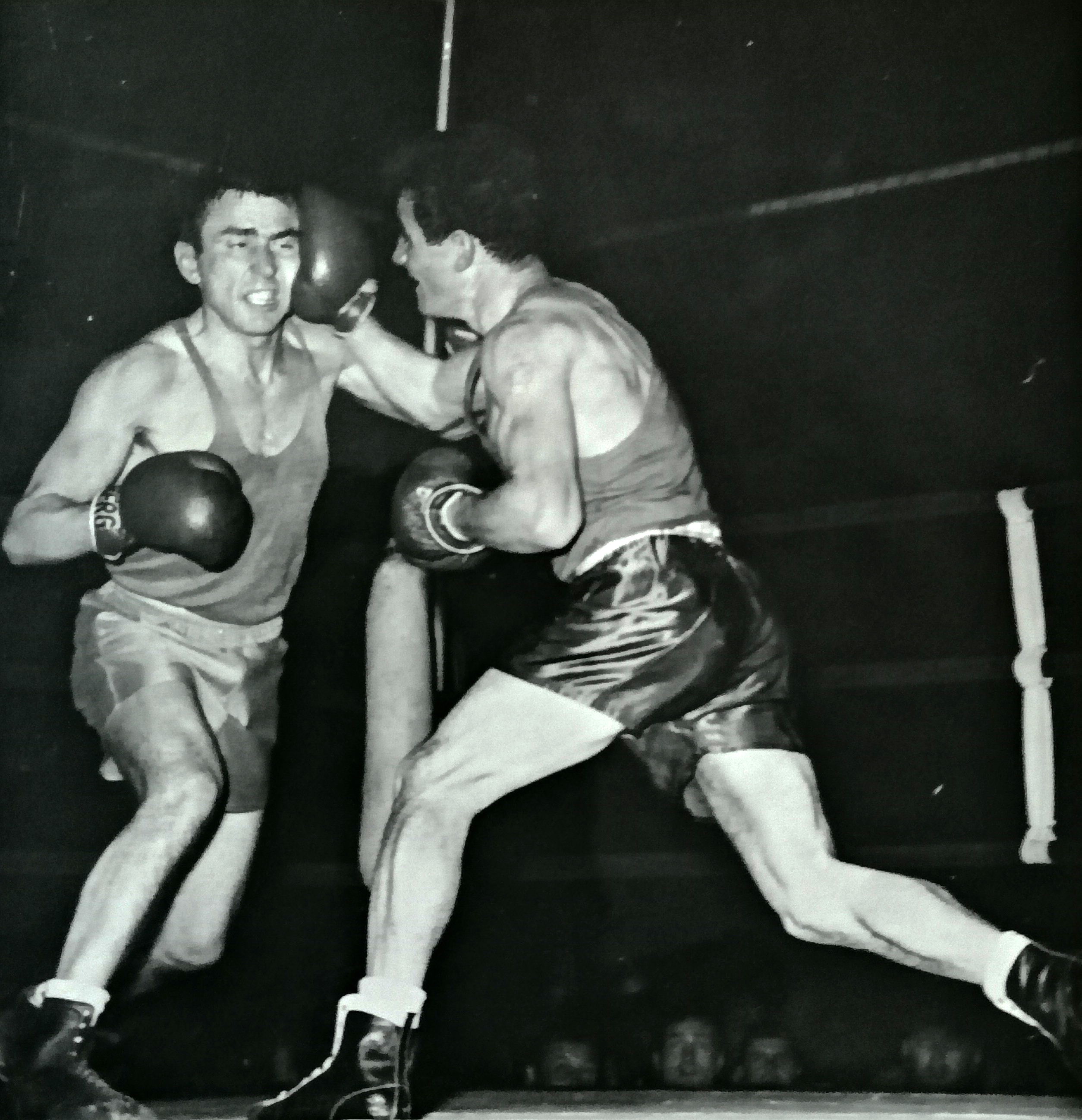
Fază meci
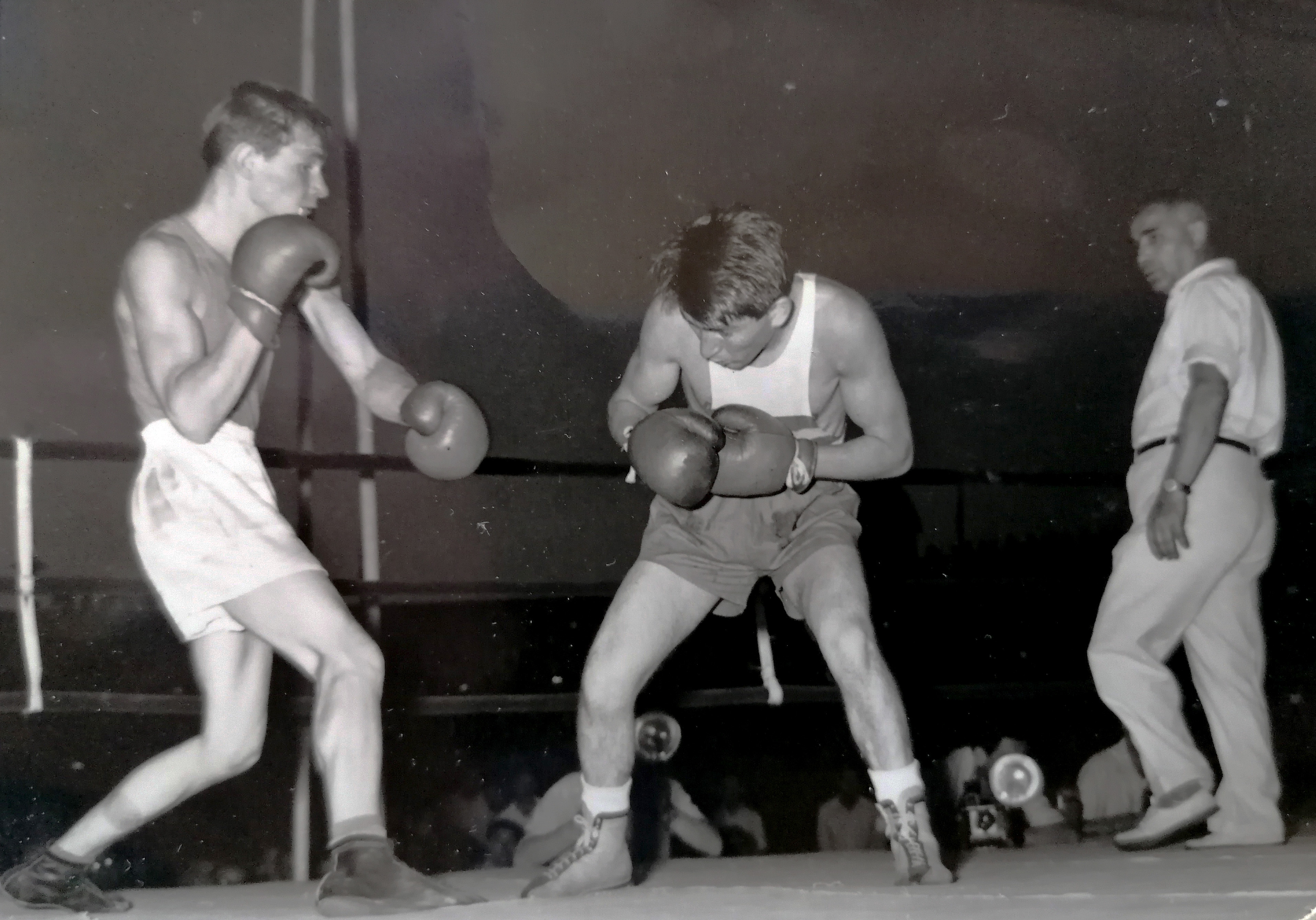
Fază meci
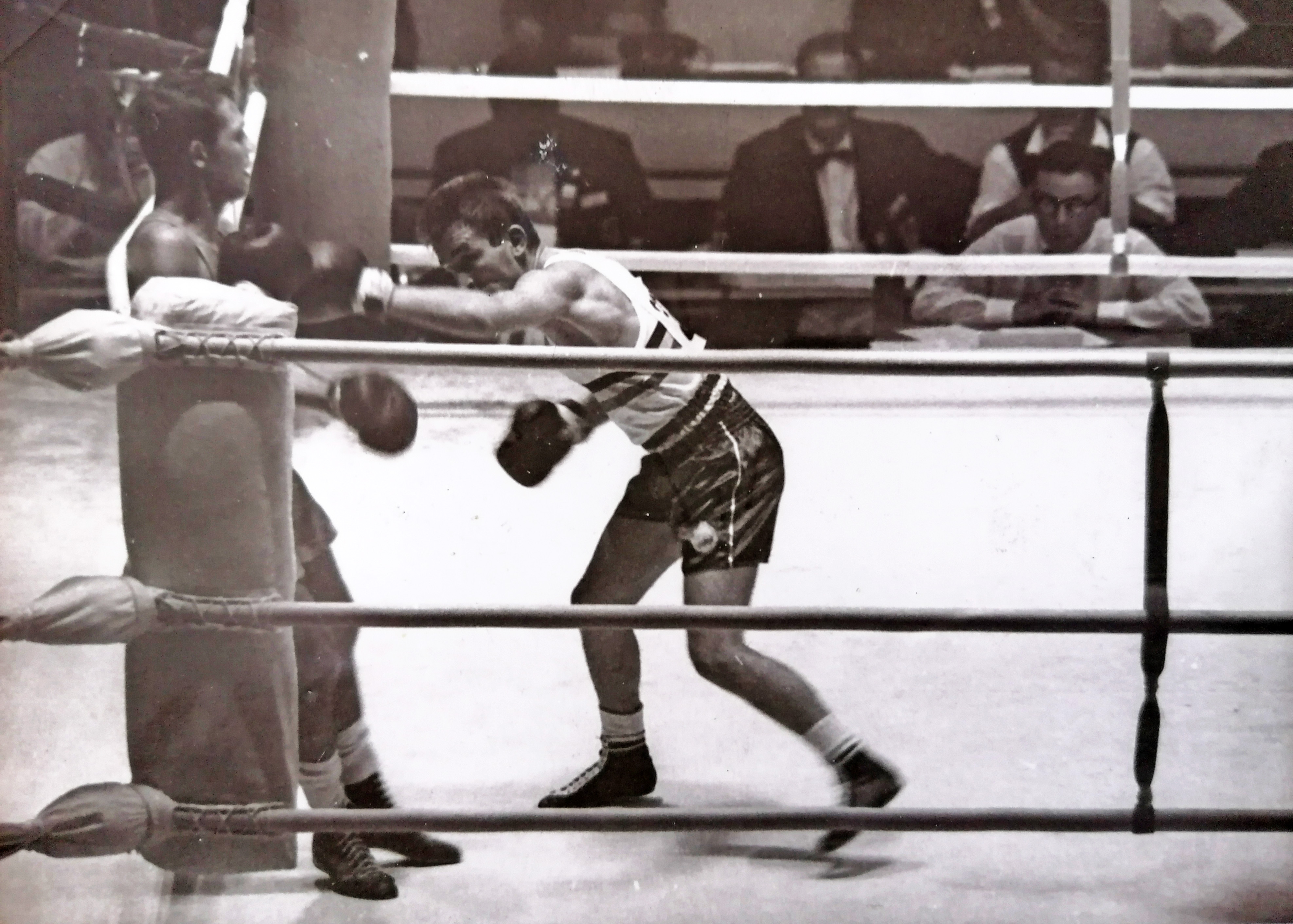
Fază meci
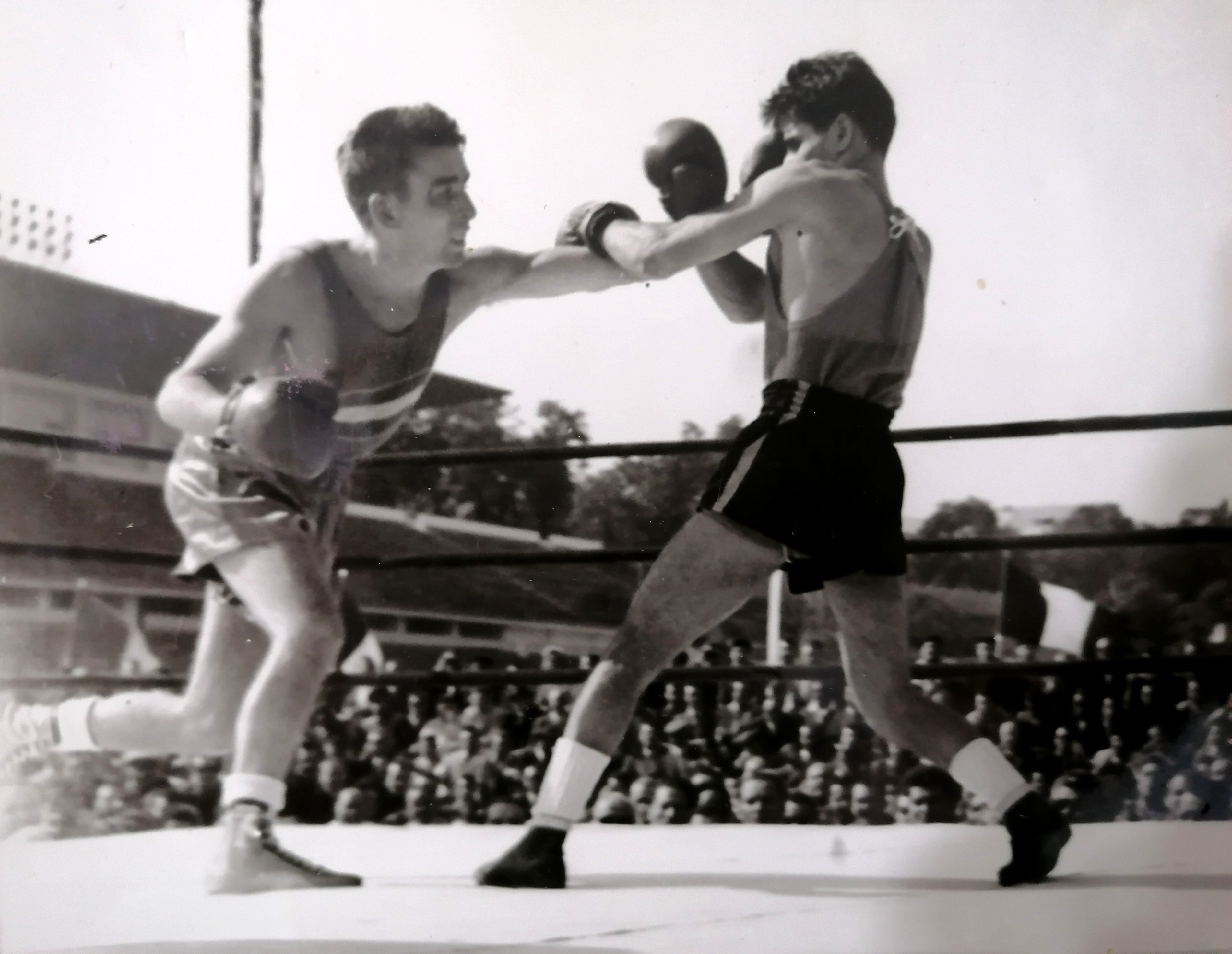
Fază meci Nicolae Puiu vs Aurel Iliescu
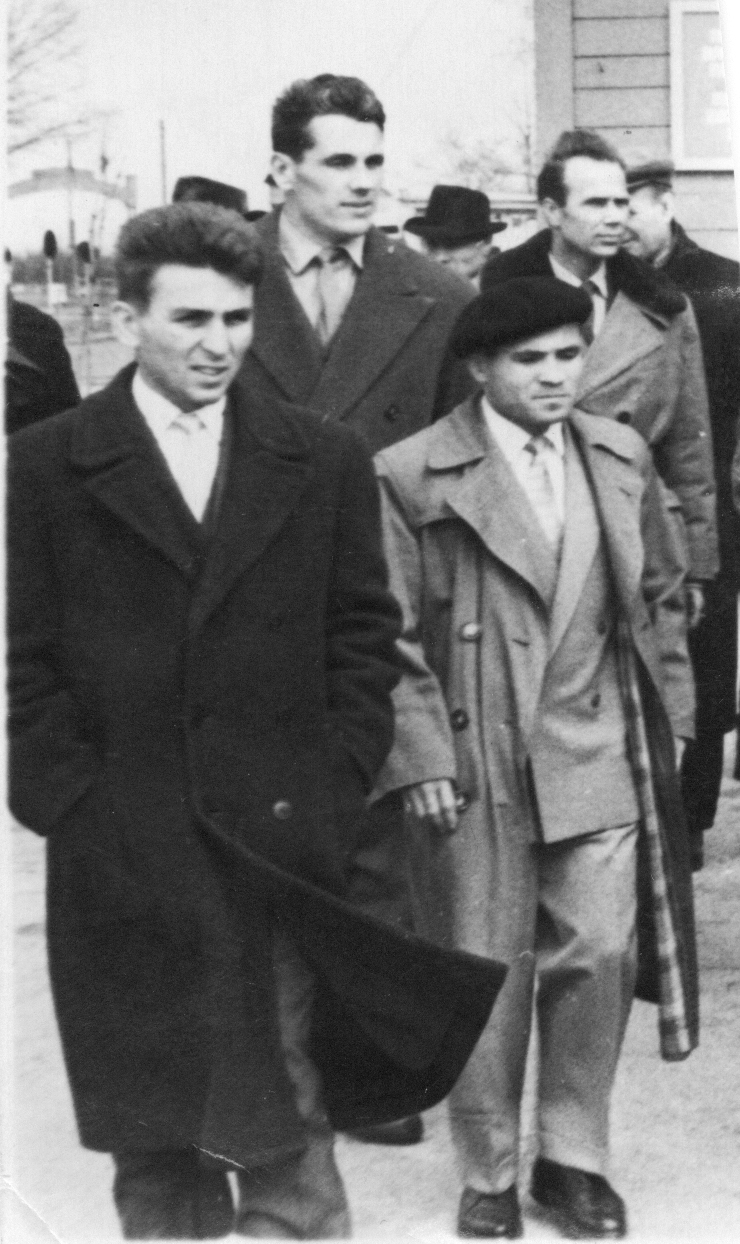
Pe aeroport
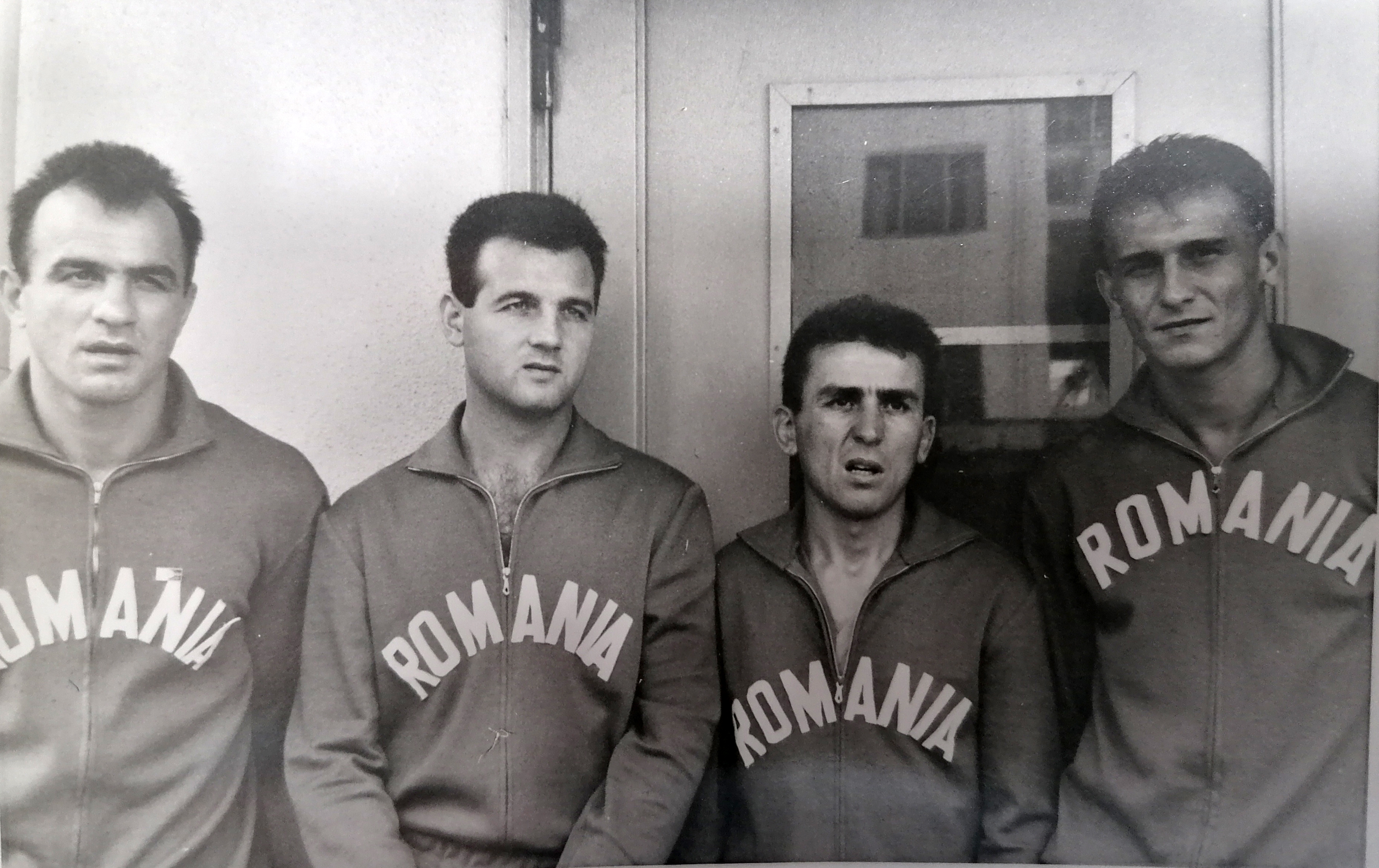
Tokyo 1964
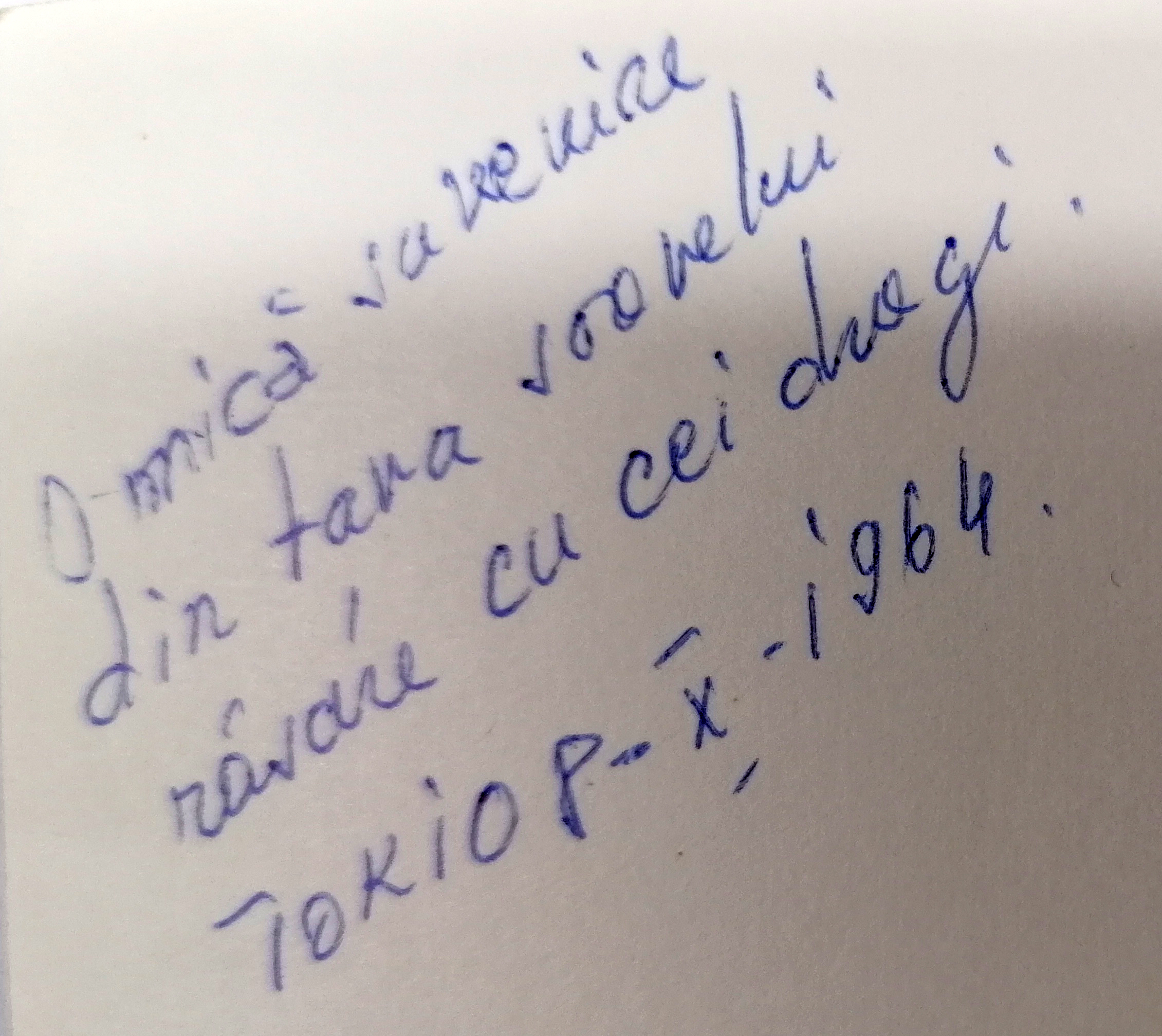
Notiță privind această fotografie de la Tokyo
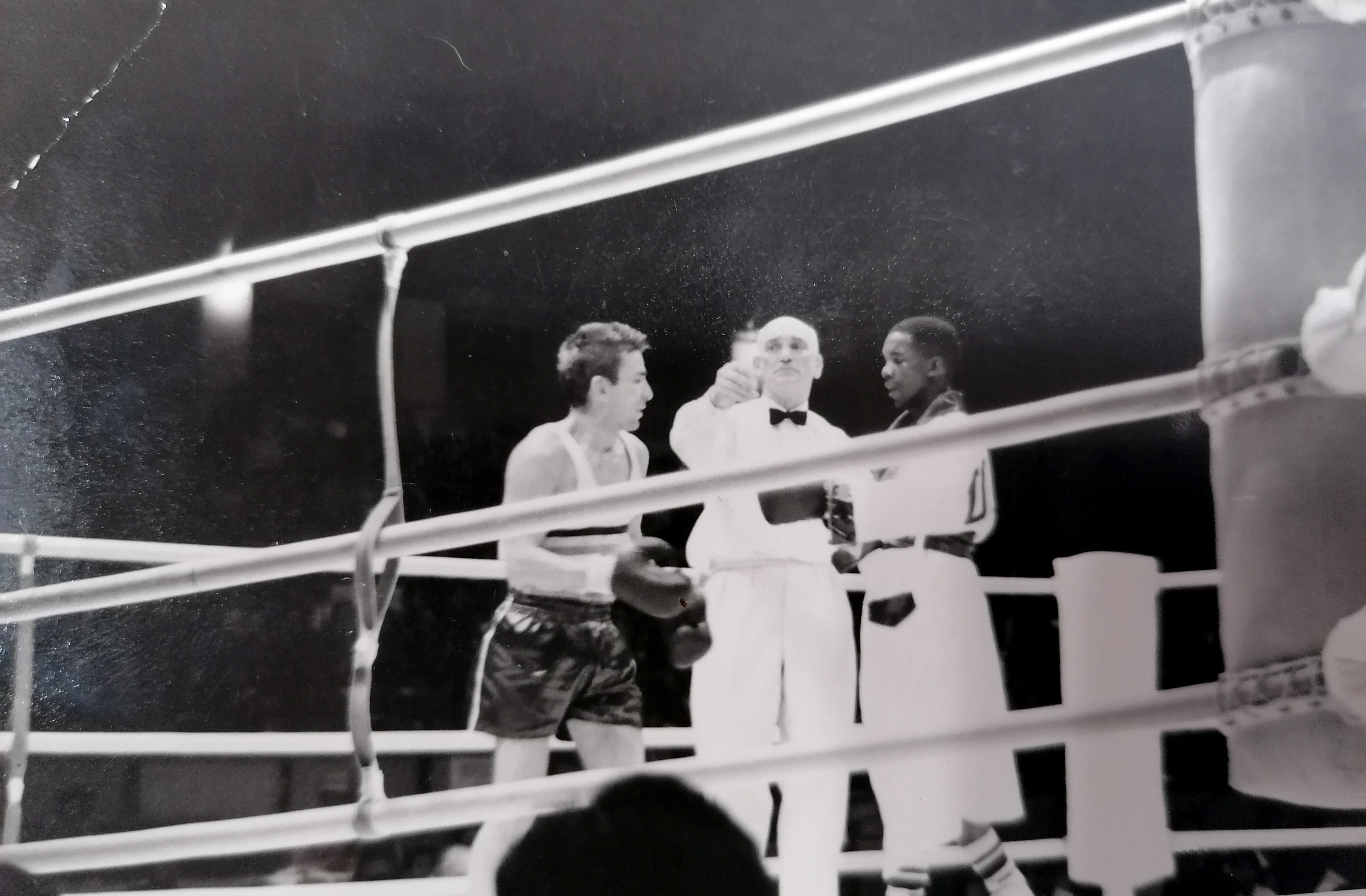
Înainte de întâlnirea cu Louis Johnson
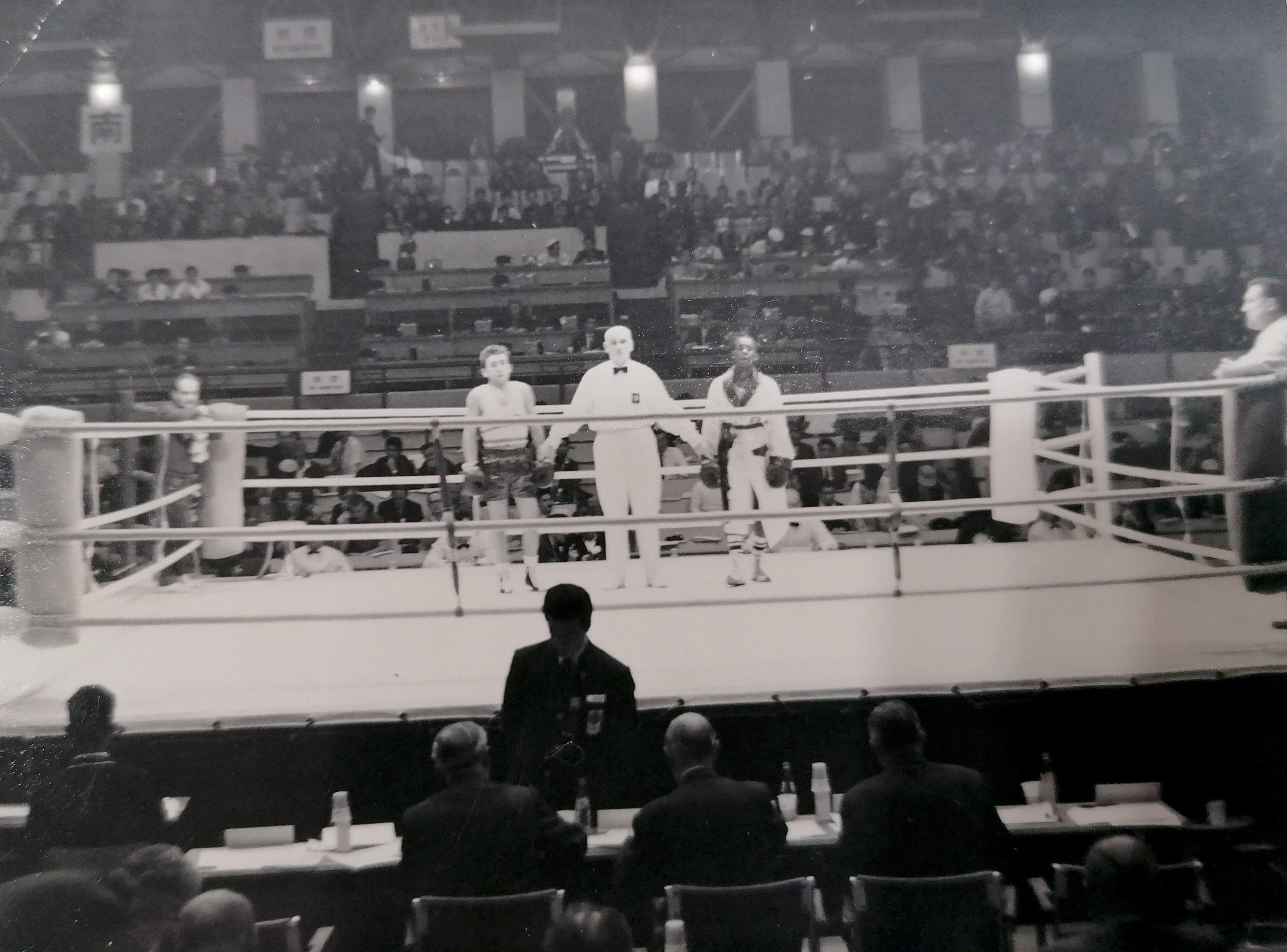
În așteptarea deciziei cu Louis Johnson -                 19 oct. 1964
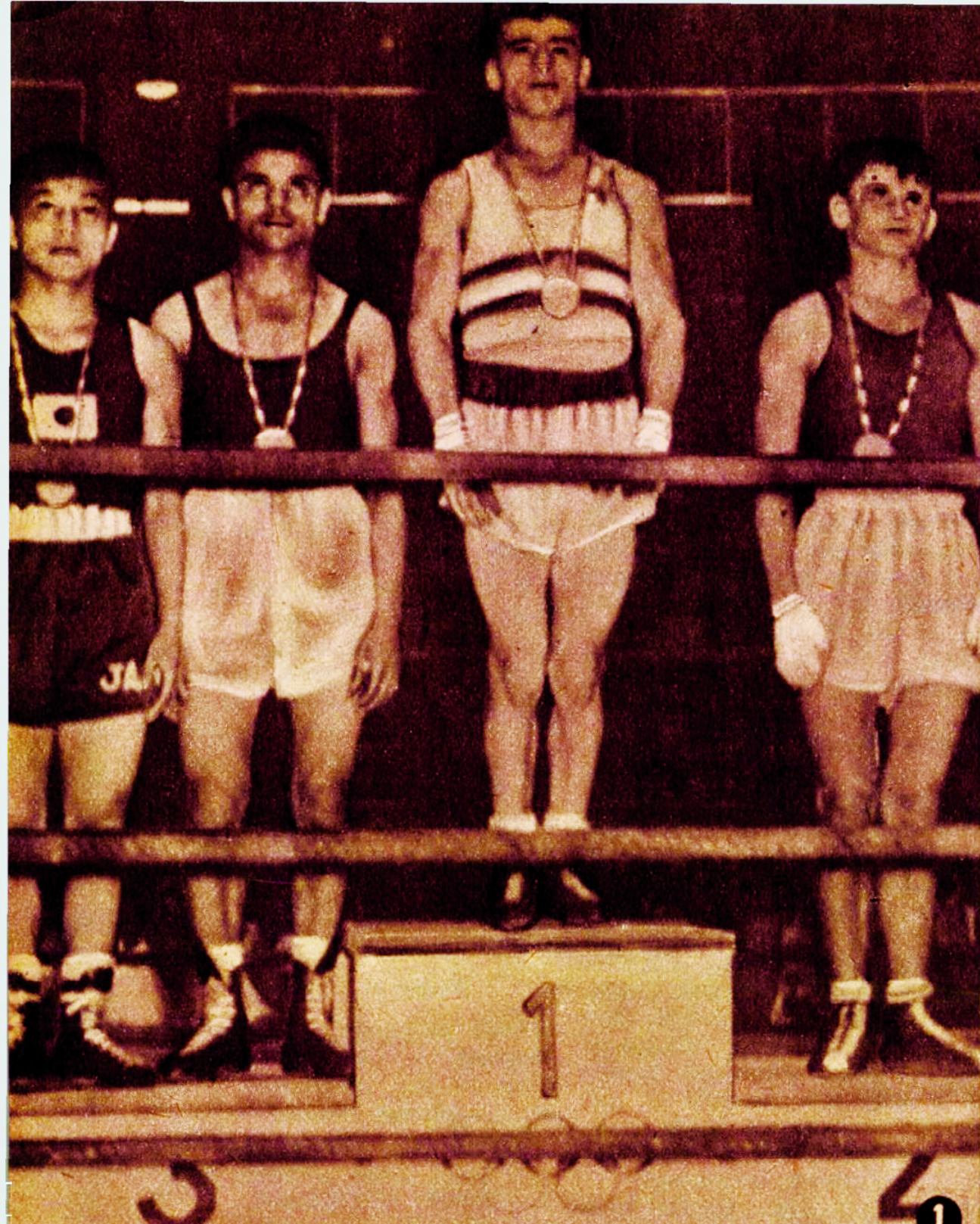
Gyula Török medaliat cu aur la Jocurile Olimpice de vară 1960
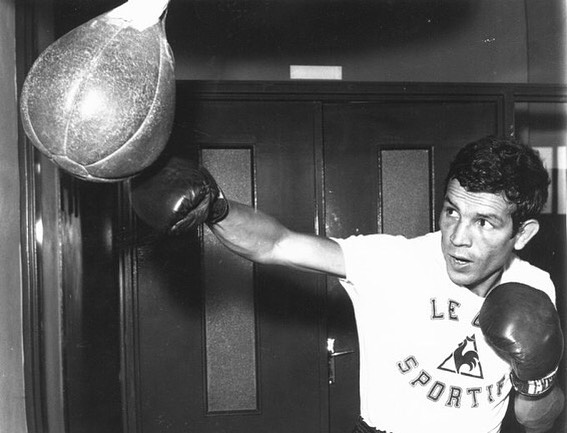
Tahar Ben Hassen adversar Nicolae Puiu - Jocurile Olimpice de vară 1960
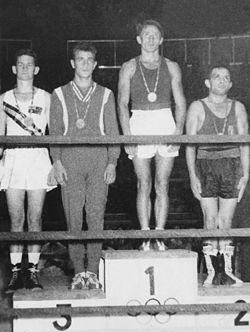
Oliver Taylor (primul din stânga) a cucerit medalia de bronz la Jocurile Olimpice de vară 1960. L-a învins la puncte pe Nicolae Puiu cu decizia de 3-2, în cel de-al doilea meci disputat. Alături de el pe podium, Brunon Bendig, Oleg Grigoryev și Primo Zamparini câștigătorul medaliei de aur
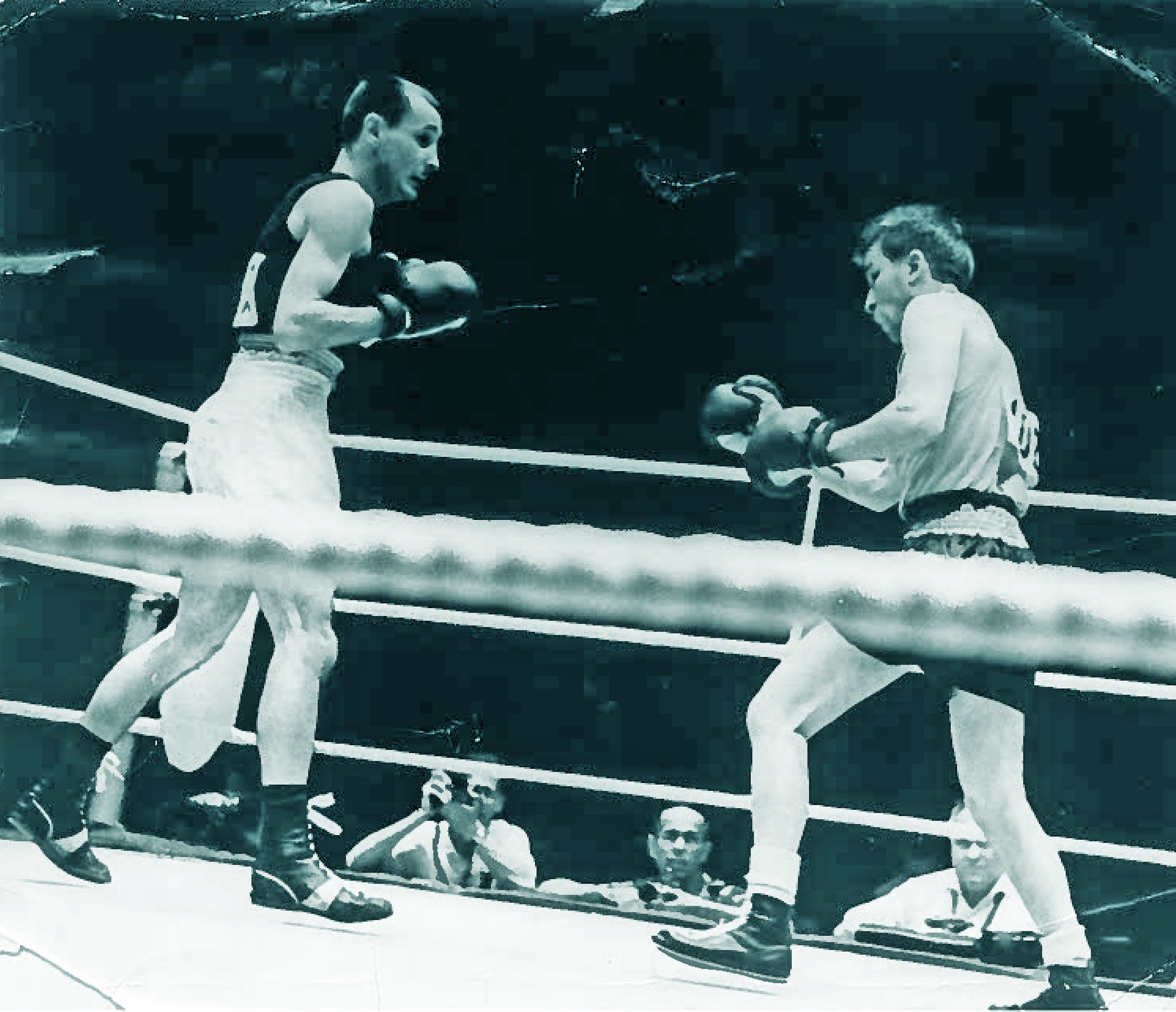
Întâlnirea cu Horst Rascher
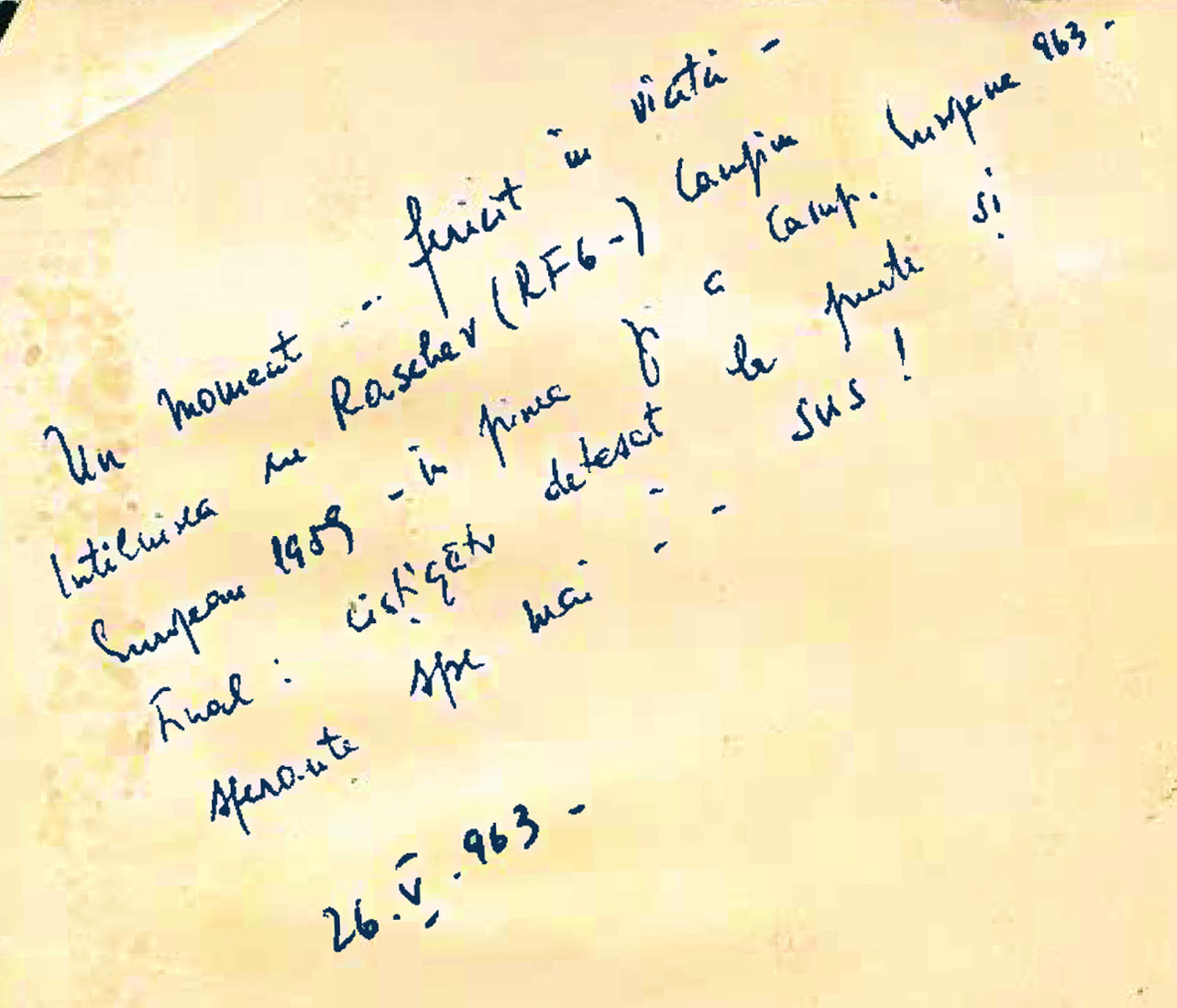
Notiță scrisă pe spatele fotografiei după întâlnirea cu Horst Rascher
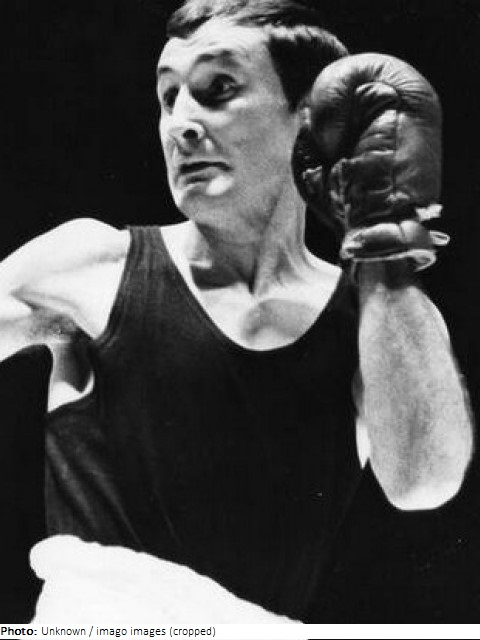
Horst Rascher  medaliat cu aur la Campionatul European 1959
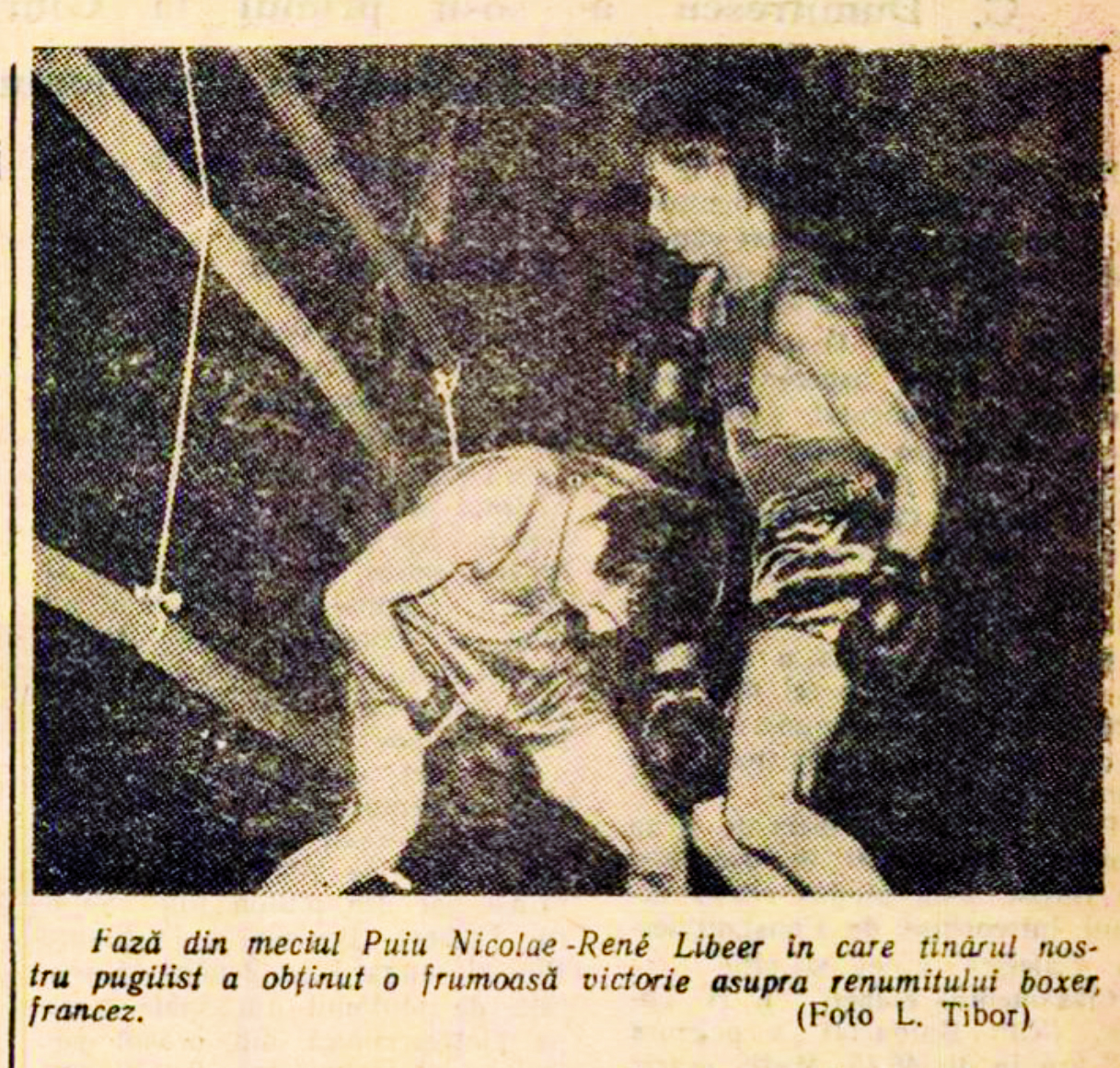
Învingător cu René Libeer